# Huis Schellaert

Familiewapen
Schellaert van Obbendorf

Gerard III van Gulik, de zoon van Gerard II van de Gulikgouw, was een vazal van de graaf van Lotharingen, die zich in 1085 losmaakte van Lotharingen en zich vele bezittingen en titels toe-eigende bij het uiteenvallen van Lotharingen.
Hij werd de grondlegger / stamvader van het huis Schellaert. Zijn zoon Willem van Gulik Schellaert was de eerste uit het huis Schellaert.

## Stamvader
1. Willem van Gulik Schellaert trouwde met Ermengarde d´Arenberg. Uit hun huwelijk is geboren:
- Geertruida van Schellaert (I.1.)
- Willem van Schellaert overleden in 1181 (I.2.)
- Odile van Schellaert (I.3.)
- Gerard van Schellaert (I.4.)
- Walburgis van Schellaert (I.5.)

### Eerste generatie
I.1. Geertruida van Schellaert trouwde met Thierry van Manderscheid graaf van Manderscheid. De van Manderscheids sterven in 1200 uit. Ze worden opgevolgd door de heren van Kerpen.
I.2. Willem van Schellaert (-1181), gesneuveld in de oorlog.
I.3. Odile van Schellaert, trouwde in 1179 met Thierry van Gennep.
I.4. Gerard van Schellaert. Hij trouwde in 1170 met Walburgis van Meurs. Zij was de dochter van Oswald van Meurs graaf van Meurs. Zij verkregen de volgende kinderen:
- Willem Schellaert van Obbendorf (II.1.)
- Gerard van Schellaert van Obbendorf (II.2.)
- Johan I Schellaert van Obbendorf heer van Niederen en Overen (- 6 maart 1251) (II.3.)
- Walburgis Schellaert van Obbendorf (II.4.)
- Luitgardis trouwde met Thierry van Luxembourg (II.5.)

I.5. Walburgis van Schellaert

### Tweede generatie
II.1. Willem Schellaert van Obbendorf. Hij trouwde met Agnès van Reyfferscheid. Zij was een dochter van Gerlach van Reifferscheid en Anne van Manderscheid vrouwe van Poushausen. Uit zijn huwelijk zijn 4 kinderen geboren:
- Cunegonde Schellaert vrouwe van Obbendorf (III.1.)
- Irmaine Schellaert van Obbendorf (III.2.)
- Béatrix Schellaert van Obbendorf (III.3.)
- Adeleyde Schellaert van Obbendorf (III.4.)

- Familiewapen
van Reyfferscheid

Familiewapen van Reyfferscheid

II.2. Gerard van Schellaert van Obbendorf kanunnik in Keulen 1240
II.3. Johan I Schellaert van Obbendorf heer van Niederen en Overen (- 6 maart 1251) trouwde (1) met Ode van Randerode dochter van Arnoud van Randerode. Zij verkregen de volgende kinderen:
- Odile Schellaert van Obbendorf (III.5.)
- Cunegonde Schellaert van Obbendorf non in de Dom van Keulen (III.6.)

Hij trouwde (2) met Adelive van Houffalize, en verkreeg met haar:
- Willem Schellaert van Obbendorf heer van Niederen (III.7.)

II.4. Walburgis Schellaert van Obbendorf
II.5. Luitgardis trouwde met Thierry van Luxembourg

### Derde generatie
III.1. Cunegonde Schellaert vrouwe van Obbendorf trouwde met Renaud van Kerpen heer van Kerpen
III.2. Irmaine Schellaert van Obbendorf trouwde in 1241 met Dirk III heer van Altena zoon van Dirk II heer van Altena van Montbeliard en Margaretha van Kleef. Uit het huwelijk van Irmaine en Dirk zijn geen kinderen geboren. Altena vererft naar Dirks zus Heilwig van Altena die getrouwd was met Willem I van Horne.
III.3. Béatrix Schellaert van Obbendorf, non in de Sint Ceciliakerk te Keulen
III.4. Adeleyde Schellaert van Obbendorf, non in de Sint Maria in Keulen
III.5. Odile Schellaert van Obbendorf.
III.6. Cunegonde Schellaert van Obbendorf, non in de Dom van Keulen
III.7. Willem Schellaert van Obbendorf, heer van Niederen trouwde (1) in 1239 met Berthe van Haliaut dochter van de graaf van Mouthagen. Hij trouwde (2) met Agnes van Boetzelaer. Na het overlijden van Agnes trouwde hij (3) met Walburgis van Roer. Uit het tweede huwelijk van Willem zijn 3 kinderen geboren en uit zijn derde huwelijk verkreeg hij 1 zoon:
- Mathilde Schellaert van Obbendorf (IV.1.)
- een niet bij naam genoemde dochter (IV.2.)
- Jan Schellaert van Obbendorf heer van Niederen (IV.3.)
- Willem Schellaert van Obbendorf (IV.4.)

### Vierde generatie
IV.1. Mathilde Schellaert van Obbendorf, trouwde met Gérard van Binsfeld.
IV.2. een niet bij naam genoemde dochter. Zij werd non in Bourscheid.
IV.3. Jan Schellaert van Obbendorf heer van Niederen trouwde (1) met Adelive van Pallant dochter van Werner van Pallant. Hij trouwde (2) met Oda van Bronckhorst dochter van Gijsbert van Bronckhorst heer van Bronckhorst en Reckheim (ca. 1198-1241) en Kunigunde van Oldenburg (ca. 1204 - 29 oktober 1260).
Uit zijn eerste huwelijk zijn geboren:
- Werner Schellaert van Obbendorf (V.1.)
- Johan II Schellaert van Obbendorf (V.2.)
- Gérard Schellaert van Obbendorf (V.3.)
- Agnès Schellaert van Obbendorf (V.4.)
- Sophie Schellaert van Obbendorf (V.5.)
- Willem Schellaert van Obbendorf (V.6.)

Uit zijn tweede huwelijk is geboren:
- Marguerite Schellaert van Obbendorf (V.7.)

IV.4. Willem Schellaert van Obbendorf ridder in de Duitse Orde in 1300, ongehuwd overleden.

### Vijfde generatie
V.1. Werner Schellaert van Obbendorf
V.2. Johan II Schellaert van Obbendorf (- 9 maart 1336). Hij trouwde (1) met Mahant van Randerode. Hij trouwde (2) met Marguerite van Wachtendonck. Zij was een dochter van Arnold van Wachtendonck en Anne van Millendonck.
Uit zijn eerste huwelijk is geboren:
- Agnès Schellaert van Obbendorf (-1372) (VI.1.)
- Anne Schellaert van Obbendorf (VI.2.)

Uit zijn tweede huwelijk is geboren:
- Reinhard Schellaert van Obbendorf (VI.3.)
- Walburgis Schellaert van Obbendorf (VI.41.)
- Adolf Schellaert van Obbendorf (VI.5.)
- Johan III Schellaert van Obbendorf (VI.6.)

V.3. Gérard Schellaert van Obbendorf
V.4. Agnès Schellaert van Obbendorf religieuze in het Nieuwklooster te Vilich
V.5. Sophie Schellaert van Obbendorf religieuze in de Munster in Roermond. Deze kerk werd gebouwd als onderdeel van een cisterciënzer vrouwenabdij, de Munsterabdij, gesticht rond 1218 door graaf Gerard III van Gelre.

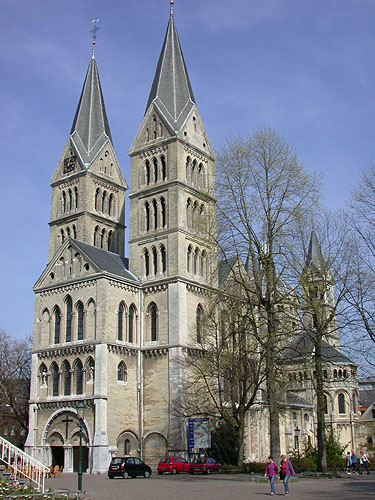
Roermond, Munsterkerk

V.6. Willem Schellaert van Obbendorf, ongehuwd overleden
V.7. Marguerite Schellaert van Obbendorf. Zij trouwde met Henri d´ Aix Schoonvorst heer van Schoonhove. Oorspronkelijk von Schönau, naar de stamburcht Schloss Schönau die de familie vanaf ca. 1250 in het bezit had. Na de verwerving van de heerlijkheid Schönforst namen ze deze naam aan, in het Nederlands werd hun naam steeds verbasterd tot Schoonvorst.

### Zesde generatie
VI.1. Agnès Schellaert van Obbendorf (-1372) religieuze in de Sint Agneskapel in de Dom van Keulen.
VI.2. Anne Schellaert van Obbendorf, trouwde met Willem van Goltstein heer van Horst

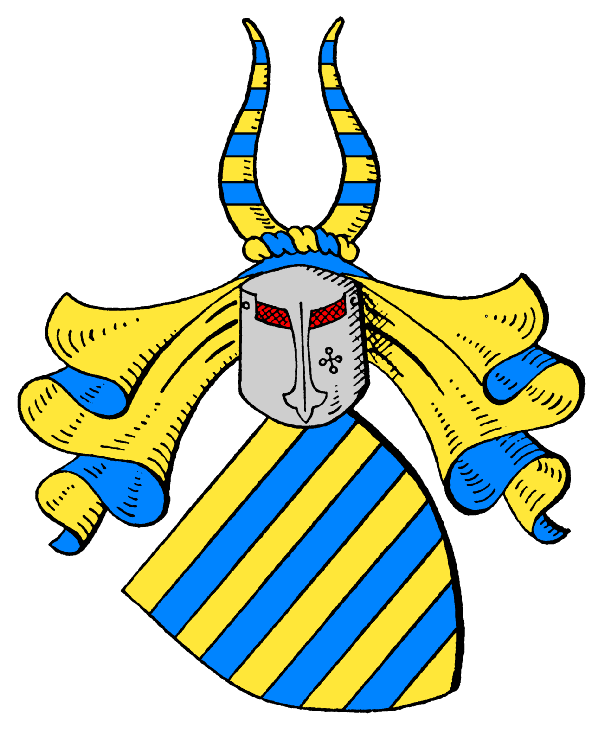
Familiewapen Goltstein

VI.3. Reinhard Schellaert van Obbendorf
VI.4. Walburgis Schellaert van Obbendorf, trouwde met Walraven van Wittenhorst heer van Wittenhorst. Hij was de zoon van Anthon Wittenhorst en Amelberge van Teckelen.
VI.5. Adolf Schellaert van Obbendorf, ridder in de Duitse Orde
VI.6. Johan III Schellaert van Obbendorf heer van Gürzenich en Geysteren (-ca. 1368) trouwde met Bella (Beatrix/Sybille) van Vercken (-na 1403)
Uit zijn huwelijk is geboren:
- Reinhard Schellaert van Obbendorf (VII.1.)
- Bella Schellaert van Obbendorf (VII.2.)
- Johan IV Schellaert van Obbendorf (VII.3.)

### Zevende generatie
VII.1. Reinhard Schellaert van Obbendorf
VII.2. Bella Schellaert van Obbendorf (1385-) trouwde in 1402 met Willem van Ghoor heer van Nieuw Ghoor en van Ghorenburg (ca. 1375-). De eerste vermelding van de naam Ghoor dateert van 1212 wanneer er sprake is van een versterkt huis Ghoor van de heren van Ghoor de Horne. Toen deze heren in het nabijgelegen Neer een nieuw kasteel lieten bouwen noemden ze dit Neyenghoor en daarom werd hierop inspelend het kasteel in Haelen omgedoopt in Aldenghoor (respectievelijk nieuwe Ghoor en oude Ghoor). Ten minste vanaf het jaar 1380 wordt Schinnen als gedeelde heerlijkheid vermeld. Op 29 februari 1380 verpandt Mechteld van Gelre (Huis en heerlijkheid) Schinnen voor 400 oude schilden aan Lambert van Ghoor, zoon van Daniël II van Ghoor, waardoor hij op 18 januari 1381 beleend werd met de halve heerlijkheid Schinnen, Gebroken Schinnen, als Valkenburgs leen. Door deze opdeling lijkt het alsof Schinnen twee heren had: de heren van Valkenburg en de heren van Schinnen. Dit is slechts gedeeltelijk waar, aangezien de beide heren alleen de voogdgedingen en bepaalde inkomsten te Schinnen hadden. Schinnen werd in zijn geheel bestuurd door de adellijke familie Schellart van Obbendorf.
- Elisabeth van Goor vrouwe van Vroene (1430-1460). Zij trouwde met Dirk van Bronkhorst-Batenburg heer van Anholt, Angeraen en Vronenbroek (1425-1488). Hij was een zoon van Dirk I van Bronckhorst-Batenburg (Anholt) heer van Batenburg, Anholt, Gronsveld en Rimburg (ca. 1400 - 27 november 1454 - begraven in Minderbroederskerk te Maastricht) en Catharina Johanna van Gronsveld erfdochter en tevens vrouwe van Rimburg, Gronsveld en Oost (ca. 1399-1444).

VII.3. Johan (Jan) Schellaert van Obbendorf ridder, hofmeester van de hertog en heer van Gürzenich en heer van Schinnen 1403-1450 (ca. 1375-) trouwde (1) in 1403 met Agnes van Vlodrop. Zij was de dochter van Godard II van Vlodrop ridder en erfvoogd van Roermond en Sophia van der Nuerstadt (Nieuwstad). Hij trouwde (2) ca. 1414 met Aleid van Gronsveld (ca. 1380-). Aleida was een dochter van Hendrik II van Gronsveld burggraaf van Limburg, heer van Gronsveld 1386-1404 en heer van Heyden (ca. 1335-1404) die getrouwd was met Margaretha van Printhagen (ca. 1333 - ca. 1380).
Uit zijn tweede huwelijk zijn geen kinderen en uit zijn eerste huwelijk zijn 4 kinderen geboren:
- Johanna Schellaert van Obbendorf (VIII.1.)
- Anna Schellaert van Obbendorf (VIII.2.)
- Bella Schellaert van Obbendorf (VIII.3.)
- Johan V Schellaert van Obbendorf (VIII.4.)

Gerard I van Vlodrop en Willem I van Vlodrop waren de broers van zijn echtgenote. Willem trouwde met Elisabeth van de Wijer en vestigde de familietak Leut, in België. Deze tak kwam in het bezit van het kasteel Daelenbroeck. Gerard I vervolgde de tak erfvoogden van Roermond. Hij trouwde in 1391 met Elisabeth Rode, de dochter van Godart van Schönau.

Familiewapen Vlodrop

### Achtste generatie
VIII.1. Johanna Schellaert van Obbendorf kanunnikes te Munsterbilzen.
VIII.2. Anna Schellaert van Obbendorf
VIII.3. Bella Schellaert van Obbendorf
VIII.4. Johan V Schellaert van Obbendorf heer van Gürzenich en Schinnen trouwde met Reinera van Meehr. Zij was een dochter van Huibert van Culenborch heer tot Mehr. Uit zijn huwelijk is geboren:
- Reinhard Schellaert van Obbendorf heer van Gürzenich, Schinnen (1457- ) en Geysteren (IX.1.)
- Frederik Schellaert van Obbendorf (IX.2.)

### Negende generatie
IX.1. Reinhard Schellaert van Obbendorf heer van Gürzenich, Schinnen (1457 - ) en Geysteren (-1468). Hij trouwde 3 oktober 1457 met Aleid (Aleidis) Scheiffart von Merode (- na 1529). Zij was de dochter van Johan Scheiffaert van Merode heer te Hemmersbuch en Catharina van Welkenhoven. Uit hun huwelijk is geboren:
- Johan VI Schellaert van Obbendorf (- 9 november 1517) (X.1.)

IX.2. Frederik Schellaert van Obbendorf heer van Gürzenich, Schinnen (1476-1500) en Geysteren. Hij trouwde op 13 december 1476 met Adriana van Broeckhuysen. Zij was een dochter van Adrien van Broeckhuysen heer van Helsbeck en Margareta van Arnhem.
- Johan VII Schellaert van Obbendorf heer van Gürzenich, Schinnen (1500-1533) en Geysteren (X.2.)
- Wijnand Schellaert van Obbendorf heer van Gürzenich, Schinnen (1533-1555), Geysteren en Schengen (X.3.)

### Tiende generatie
X.1. Johan VI Schellaert van Obbendorf (- 9 november 1517). Hij trouwde met Beatrix Posthouwers
X.2. Johan VII Schellaert van Obbendorf heer van Gürzenich, Schinnen (1500-1533) en Geysteren (ca. 1475 - 1533). Hij trouwde op 4 april 1510 met Cecilia van Flodorp (Vlodrop). Zij was de dochter van Johan van Vlodrop heer te Elsloo en Adriana Scheiffart van Merode. Na zijn overlijden hertrouwd Cecilia met Hendrik van Hocherbach. Uit hun huwelijk is geboren:
- Frederick Schellaert van Obbendorf heer van Gürzenich, Schinnen (1533-1555) Geysteren en Schengen (XI.1.)

X.3. Wijnand Schellaert van Obbendorf heer van Gürzenich, Schinnen (1533-1555), Geysteren en Schengen

### Elfde generatie
XI.1. Frederick Schellaert van Obbendorf heer van Gürzenich, Schinnen (1533-1555), Geysteren en Schengen (-1555). Hij trouwde 18 mei 1529 met Maria van Pallant (- 1551). Zij was de dochter van Johan van Pallandt heer te Bergh en Maria van Hompesch vrouwe te Wachendorf. Op 13 december 1533 erfde hij van zijn vader Johan het overste huis te Geysteren en de halve heerlijkheid Geysteren en Gürzenich.
Uit zijn huwelijk is geboren:
- Johan VIII Schellaert van Obbendorf (XII.1.)
- Adam Schellaert van Obbendorf heer van Gürzenich, Schinnen (1565-1602), Geysteren (1591) en Flodorp (XII.2.)
- Maria / Cecilia Schellaert van Obbendorf. (XII.3.)

### Twaalfde generatie
XII.1. Johan VIII Schellaert van Obbendorf heer van Schinnen (1559-1563) en Geysteren (- 24 juni 1563). Hij trouwde op 25 juni 1554 met Agnes van Aeswijn vrouwe van Ruwiel (1535-1608). Zij was een dochter van Reinier van Aeswijn heer van Wesenthorst, Kemnade, Ter Stonde, Gramsbergen en Duringen (1495-1555) en Josine van Broekhuizen vrouwe van Brakel en Willige-Langerak (1520-1550). Uit hun huwelijk zijn geen kinderen geboren.
XII.2. Adam Schellaert van Obbendorf heer van Gürzenich, Schinnen (1565-1602), Geysteren (1591) en Flodorp (ca. 1540 - 8 september 1603. Hij trouwde (1) op 3 mei 1558 met Walrave van Heeckeren Rechteren genaamd van Voorst vrouwe van Doorwerth. Zij was de dochter van Johan van Heekeren heer van Doorwerth en Maria Wittenhorst. Hij trouwde (2) in 1584 met Martine van Rossum, weduwe van Gotthard van Harff tot Harff. Zij was een dochter van Martin van Rossum en Maria van Rechteren. Uit zijn eerste huwelijk had hij 7 kinderen en uit zijn tweede huwelijk had hij 1 kind:
- Reinhard Schellaert van Obbendorf (XIII.1.)
- Maria Schellaert van Obbendorf (XIII.2.)
- Frederik Schellaert van Obbendorf (XIII.3.)
- Adam (Daam) Schellaert van Obbendorf (XIII.4.)
- Walraven Schellaert van Obbendorf (XIII.5.)
- (Willem) Johan Schellaert van Obbendorf (XIII.6.)
- Vincent Schellaert van Obbendorff (XIII.7.)
- Maria Schellaert van Obbendorf (XIII.8.)

XII.3. Maria / Cecilia Schellaert van Obbendorf (- 1562). Zij trouwde (1) met Adolph Schijfart van Merode heer van Bornheim en Heimersheim. Hij was de zoon van Ulric Schijfart van Merode heer van Bornheim en Heimersheim en Ursula Hompech. Maria Cecilia trouwde (2) in 1551 met Werner van den Bongaert heer te Wynandsrade. Uit geen van haar huwelijken zijn kinderen geboren.

Familiewapen van den Bongaert
Coalitiewapen Bongerd Schellaert van Obbendorf

### Dertiende generatie
XIII.1. Reinhard Schellaert van Obbendorf (-1594) Domheer van Trier, Praag, Olmütz en Regensburg. Hij trouwde op 26 augustus 1593 met Henriette van Middachten. Zij was een dochter van Hendrik van Middachten en Marguerite van Vischbeck.

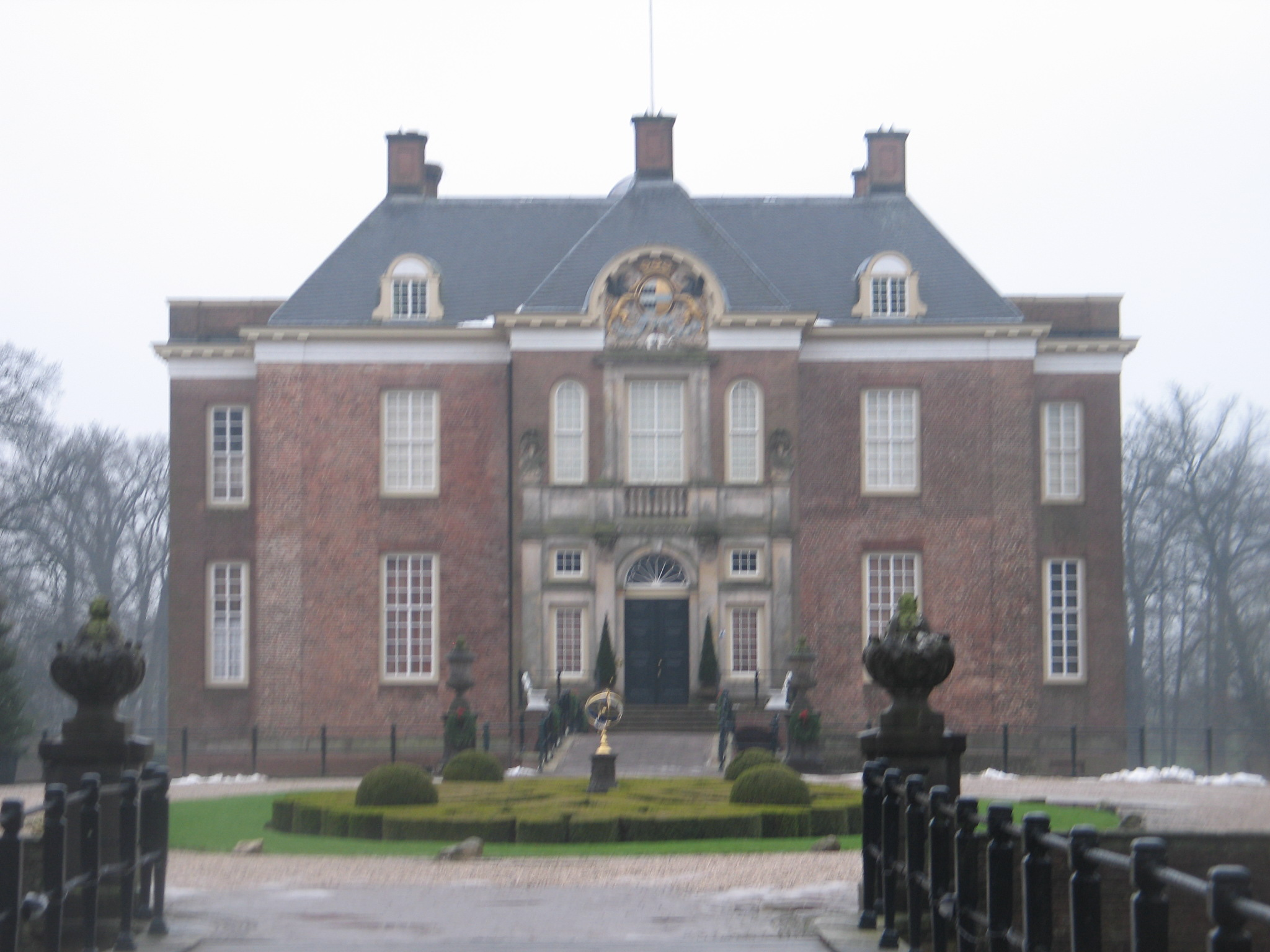
Kasteel Middachten, De Steeg (2009)

XIII.2. Maria Schellaert van Obbendorf (-1598). Zij trouwde op 10 juni 1577 met Adolph Scheiffaert van Merode heer van Bucken van Bornheim
XIII.3. Frederik Schellaert van Obbendorf, ridder in de Duitse Orde
XIII.4. Adam (Daam) Schellaert van Obbendorf, heer van Gürzenich en Asselt, (-1612). Hij trouwde op 10 februari 1609 met Adriana van Hochkirchen (-1660). Zij was een dochter van Johan van Hochkirchen heer van de Neuerburg en Christine van Schilling van Fürth. Uit hun huwelijk zijn geen kinderen bekend.
XIII.5. Walraven Schellaert van Obbendorf heer van Schinnen (1603-1638), Leuwe en Schinnen. Hij trouwde (1) op 24 juni 1608 te Schirtzel (bij Aken) met Adrienne Hochkirchen (-1610). Zij was de dochter van Adam Hochkirchen en Maria van Hulsberg-Schaloen. De heerlijkheid Schinnen bevatte: 80 leengoederen, hoeven, jurisdictiën, banmolen, tienden, huis, hof, weiden met het pachthof Stammen. Adriana bracht in het huwelijk: de hoeven Doenrade en Mouthagen bij Hunshoven. Na haar overlijden zijn deze goederen echter teruggegaan naar haar familie: Daar zij zonder lijfserven stierf in 1610.
Hij trouwde (2) op 12 juni 1613 te Hoenshuis met Maria Hoen de Cartils uit het geslacht van Hoensbroeck. Zij was de dochter van Jan Hoen de Cartils en Maria van Hulsberg-Schaloen. Maria van Hulsberg-Schaloen, was een nicht van Maria van Hulsberg uit het Huis Hulsberg, zijn vorige schoonmoeder. Deze laatste vermaakte bij leven aan Walraaf en aan Maria Hoen, zijn 2e vrouw: de hoeven Doenrade en Mouthagen met ´t huis Schirtzel. Later probeerde zij deze schenking te herroepen en nietig te verklaren. Bij vonnis van de Souvereinen Raad van Brussel van 15 mei 1630 werd echter uitspraak gedaan ten voordele van Walraaf.
Maria Hoen de Cartils bracht in het huwelijk: het adellijk huis "de Dohm" met zijne cijnzen en keuren te Weiten, de pachthoeven Molenberg bij Heerlen en de Dal bij Weiten, het banpanhuis te Gürzenich en 50 malder erfpacht aldaar.
Walraaf verkreeg van zijn neef Johan Reiner Hoen den Cartils bij akte van 9 april 1633 de heerlijkheid Oud-Valkenburg. Zijn zoon Reiner Theobald, die de heerlijkheid erfde, verkocht ze op 13 juni 1657 met zijn aandeel in de hoeve Kemmenade, Libeck en Mesch aan Johan Reiner Hoen de Cartils.
Uit zijn tweede huwelijk is geboren:
- Johan Frederik Schellaert van Obbendorf (XIV.1.)
- Adam François (Frans) Schellaert van Obbendorf (XIV.2.)
- Reinhard Theobalt Schellaert van Obbendorf (XIV.3.)
- Johan Walramus Schellaert van Obbendorf (XIV.4.)

Op 11 januari 1613 deden Walraaf heer te Schinnen en zijn broers Johan Schellart heer te Doornweert en Vincent heer te Geysteren afstand van het hof te Asselt met al zijne dependentiën ten behoeve van Ursula de Lerode weduwe van Johan Schellart van Gürzenich (XIII.6.).
XIII.6. (Willem) Johan Schellaert van Obbendorf baron van Doorwerth, heer van Gürzenich en Geysteren. Hij trouwde (1) in 1575 met Maria van Eyll. Dit huwelijk bleef kinderloos. Hij trouwde (2) op 24 februari 1591 met Margueritte de Middachten (Rossum) (1548-1592). Dit huwelijk bleef kinderloos. Hij trouwde (3) op 13 oktober 1593 met Catherine van Goltstein (-1601). Uit dit huwelijk zijn 2 kinderen geboren:
- Adam (Daem) Wilhelm I Schellaert van Obbendorf (XIV.5.)
- Frederik Schellaert van Obbendorf (XIV.6.)

Hij trouwde (4) op 8 juni 1602 met Ursula Scheiffart de Mérode (- 16 januari 1622). Uit zijn vierde huwelijk zijn 2 kinderen geboren:
- Johanna (Jeanne) Schellaert van Obbendorf (XIV.7.)
- Albertine Ursula Schellaert van Obbendorf (XIV.8.)

XIII.7. Vincent Schellaert van Obbendorff en Geysteren (1576 - december 1615). Hij trouwde op 19 januari 1603 met Elizabeth van Beieren van Schagen (Slot Schagen, 1580-1659). Zij was de dochter van Johan van Beieren van Schagen (1543 - Den Haag, 18 februari 1618) en Anna van Assendelft (1547 - Den Haag, 12 november 1630). Uit zijn huwelijk werd geboren:
- Maria Barbara Adriana Schellaert van Obbendorf (1619 - na 1690). (XIV.9.)
- Marie Waleranne Schellaert van Obbendorf (XIV.10.)
- Willem Schellaert van Obbendorf (XIV.11.)
- Johan IX Schellaert van Obbendorf (XIV.12.)
- Adam Schellaert van Obbendorf (XIV.13.)
- Isabelle Schellaert van Obbendorf (XIV.14.)

XIII.8. Maria Schellaert van Obbendorf

### Veertiende generatie
XIV.1. Johan Frederik Schellaert van Obbendorf (Schinnen, 6 februari 1621 - Sittard, 1 december 1666), gedoopt in Sint-Dionysiuskerk te Schinnen op 8 mei 1621, begraven in Schinnen. Hij trouwde in 1644 met Helena van der Heyden (Maaseijk, 1623 - Muthagen, 3 oktober 1699).
De heerlijkheid Schinnen werd op 12 december 1643 voor het hof van Valkenburg in zijn naam verheven. Op 17-jarige leeftijd studeerde hij op ´t Jesuieten-college in Luik. Daar ontmoette hij Helena van der Heyden uit Maeseyk. Zij was een burgerdochter. Hij trouwde haar in ca. 1644 zonder toestemming en tegen de wil van zijn voogden. Op 1 juni 1648 werd hij beleend met de hoeve "Dohm" te Welten. Hij verpandde op 16 maart 1647 de hoeve Stammen aan Johan Lysens en op 9 maart 1652 de heerlijkheid Schinnen met zijn aandeel in het hof Stammen, Strijthagen, Doenrade, Molenbergh, Mouthagen, Scheyvendael, Kummenade en Weiten aan Leonardus Paludanus uit Maastricht. Hij verkocht op 10 januari 1660 de heerlijkheid Schinnen met al de daarin gelegen goederen aan zijn broer Adam Frans heer te Leeuwen.
Van december 1653 bestaat er een delingsakte waar naar Jan Frederik de heerlijkheid Schinnen met al hare rechten en ´t stamhuis kreeg, terwijl de overige goederen in 3 loten werden verdeeld. Zijn broer Adam Frans werd heer van Leeuwen en zijn broer Reinhard Theobald viel de heerlijkheid Oud-Valkenburg ten deel..
Uit hun huwelijk zijn geboren:
- Maria Schellaert van Obbendorf (XV.1.)
- Walraven Theodoor Schellaert van Obbendorf (XV.2.)
- Frederik Willem Schellaert van Obbendorf (XV.3.)
- Reinhard Hendrik Schellaert van Obbendorf (XV.4.)

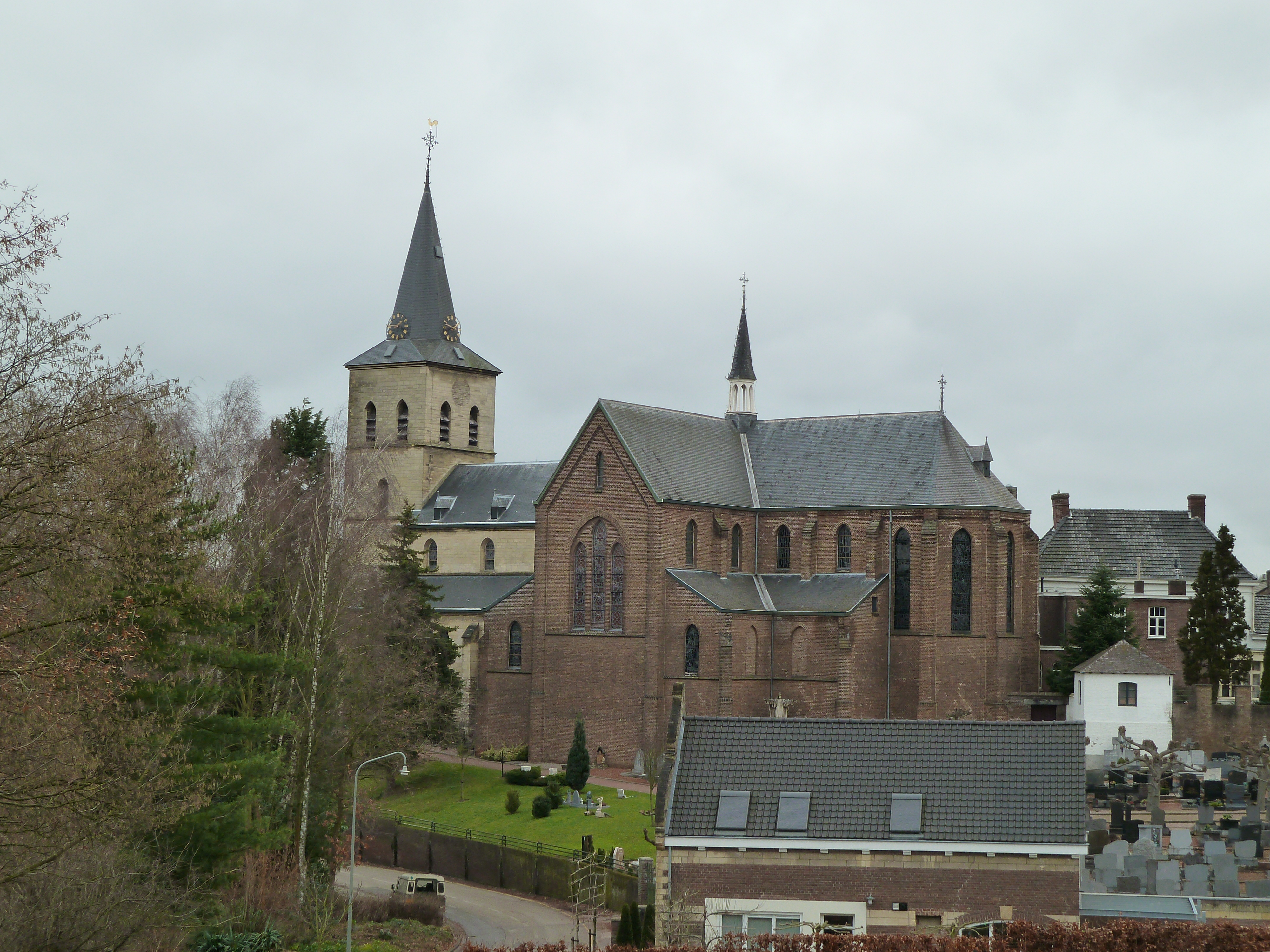
Sint-Dionysiuskerk te Schinnen
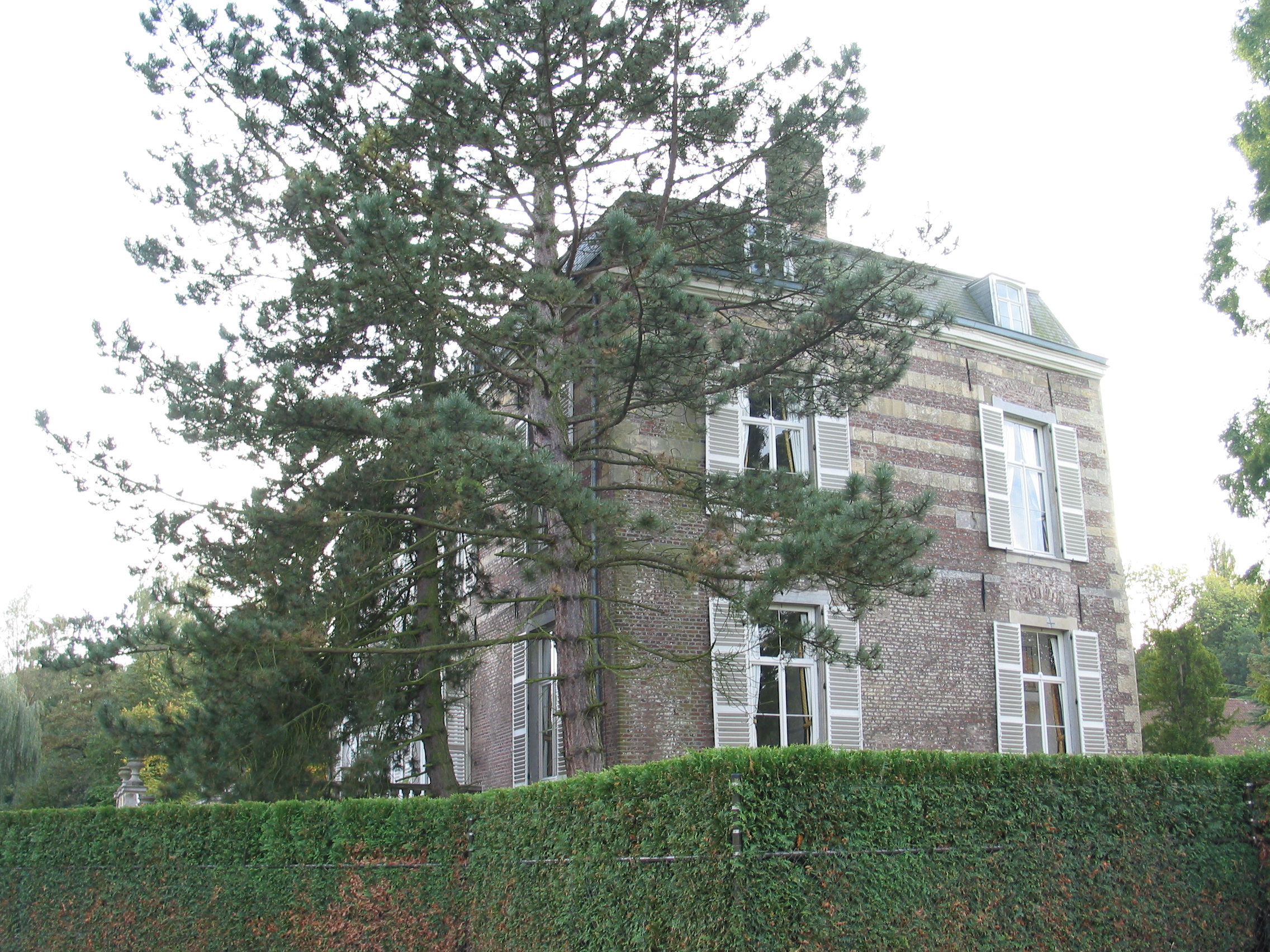
Kasteel Strijthagen (2006)

XIV.2. Adam François (Frans) Schellaert van Obbendorf heer van Schinnen 1660-1682, van Schijne, van Leeuwen 1653-1682 (gedoopt 11 februari 1624 - 30 oktober 1682). Hij trouwde op 28 augustus 1682 met Anna Marie Cathérine van Tweebrugge (de deux Ponts).
Van december 1653 bestaat er een delingsakte waar naar de oudste broer, Jan Frederik, de heerlijkheid Schinnen met al hare rechten en ´t stamhuis kreeg, terwijl de overige goederen in 3 loten werden verdeeld. Hij werd heer van Leeuwen en zijn broer Reinhard Theobald viel de heerlijkheid Oud-Valkenburg ten deel..
Uit zijn huwelijk is geboren:
- Walraven Theodoor Schellaert van Obbendorf heer van Schinnen 1682-1709, Broich, en een deel Muthagen en Lewen (13 maart 1652 - 20 december 1713) (XV.5.)
- Johan Ferdinand Ignatius Schellaert van Obbendorf (XV.6.)
- Godefrida Catherina Schellaert van Obbendorf (XV.7.)
- Anna Véronica Schellaert van Obbendorf (XV.8.)
- Jan Adam Schellaert van Obbendorf (XV.9.)
- Adam Reinier Schellaert van Obbendorf (XV.10.)

XIV.3. Reinhard Theobalt Schellaert van Obbendorf, heer van Oud-Valkenburg in 1653 (Schinnen, 12 maart 1626 - voor 1679). Hij trouwde met Sibilla van Leeuwenstein van Ramberg.
Van december 1653 bestaat er een delingsakte waar naar Jan Frederik de heerlijkheid Schinnen met al hare rechten en ´t stamhuis kreeg, terwijl de overige goederen in 3 loten werden verdeeld. Zijn broer Adam Frans werd heer van Leeuwen en hem viel de heerlijkheid Oud-Valkenburg ten deel..
XIV.4. Johan Walramus Schellaert van Obbendorf (Schinnen, 7 december 1630 - Schinnen, 14 september 1633)
XIV.5. Adam Wilhelm I (Daem) Schellaert van Obbendorf (Gürzenich, 1 februari 1594 - Rendsburg, 12 oktober 1627) baron van Doorwerth en heer van Gürzenich, Geysteren, enz. trouwde op 31 december 1615 met Anna Sophia van Budberg. Anna erfde de Schloßberg, het Hof Gürzenich en het landgoed Domaslovic in Bohemen. Na zijn overlijden trouwde Anna met Lothar van Bönninghausen. Uit zijn huwelijk werd geboren:
- Johan Albert (Albrecht) Schellaert van Obbendorf (XV.11.)
- Adam Wilhelm II Schellaert van Obbendorf (XV.12.)
- Carl Adrian Schellaert van Obbendorf (XV.13.)
- Catherina Schellaert van Obbendorf (XV.14.)
- Frans Caspar Adriaan Schellaert van Obbendorf (XV.15.)

XIV.6. Frederik Schellaert van Obbendorf (1597 - Luik, 1635) vrijheer van Gürzenich, zu Muggenhausen, Iversheim, Lonzen, Welchenhausen, Mauel, Grempten en Fanzon was een zoon van (Willem) Johan Schellaert van Obbendorf baron van Doorwerth, heer van Gürzenich en Geysteren (1564-20 april 1614 en Catherine van Goltstein (-1601). Hij trouwde in 1627 met Sibyle Nisselrode (-1628). Zij was een dochter van Willem van Nisselrode heer van Stein en Anna von Loe tot Wissen.
- François Caspar Schellaert van Obbendorf heer van Muggenhausen (1628-). Hij trouwde met Sidonie de Beck. Zij was een dochter van Johan (Jean) baron de Beck.

XIV.7. Johanna (Jeanne) Schellaert van Obbendorf (1604-)
XIV.8. Albertine Ursula Schellaert van Obbendorf (1606-)
XIV.9. Maria Barbara Adriana Schellaert van Obbendorf (1619 - na 1690). Zij trouwde met Winand van Eynatten zu Obsinnich. Uit hun huwelijk is geboren:
- Maria Anna van Eynatten zu Obsinnich (- 15 april 1721). Zij trouwde in Aken op 28 augustus 1682[3] met (XV.5.) Walraven Theodoor Schellaert van Obbendorf heer van Schinnen 1682-1709, Broich, en een deel Muthagen en Lewen (13 maart 1652 - 20 december 1713). Hij was een zoon van (XIV.2.) Adam François (Frans) Schellaert van Obbendorf heer van Schinnen (1660-1682), van Schijne, van Leeuwe (gedoopt 11 februari 1624 - 30 oktober 1682) en Anna Marie Cathérine van Tweebrugge (de deux Ponts). Uit hun huwelijk werd geboren:
  - Walraven Wijnand Adam Schellaert van Obbendorf (XV.16.)

XIV.10. Marie Waleranne Schellaert van Obbendorf van Giessenburg (overleden 18 september 1657) trouwde 13 oktober 1623 met Friedrich Taets van Amerongen.
XIV.11. Willem Schellaert van Obbendorf (overleden 28 april 1665)
XIV.12. Johan IX Schellaert van Obbendorf-van Bell
XIV.13. Adam Schellaert van Obbendorf (overleden in 1662) trouwde in 1644 met Aleida van Wittenhorst-Sonsfeld. Zij verkregen 3 kinderen:
- Adelheid van Schellaert (XV.17.)
- Catherine van Schellaert trouwde met Werner van Lülsdorf (geboren in de Burcht Lülsdorf in Noordrijn-Westfalen) (XV.18.)
- Johan Vincent van Schellaert van Obbendorf (XV.19.)

XIV.14. Isabelle Schellaert van Obbendorf

### Vijftiende generatie
XV.1. Maria Schellaert van Obbendorf, gedoopt te Schinnen op 2 februari 1645
XV.2. Walraven Theodoor Schellaert van Obbendorf erfheer van Mouthagenbij Geilenkirchen (Schinnen, 20 maart 1647 - Muthagen, 30 jun 1721), bijgezet in de familiegrafkelder te Schinnen.
XV.3. Frederik Willem Schellaert van Obbendorf, gedoopt op 25 maart 1650 te Schinnen.
XV.4. Reinhard Hendrik Schellaert van Obbendorf (gedoopt te Schinnen, 25 mei 1652 - Schinnen, 14 november 1683), bijgezet in de familiegrafkelder te Schinnen.
XV.5. Walraven Theodoor Schellaert van Obbendorf heer van Schinnen 1682-1709, Broich, en een deel Muthagen en Lewen (Leeuwen, bij Maasniel, 13 maart 1652 - 20 december 1713), bijgezet in de familiegrafkelder te Schinnen. Hij trouwde op 28 augustus 1682 met Maria Anna van Eynatten zu Obsinnich (- 15 april 1721), bijgezet in de familiegrafkelder te Schinnen. Zij was de dochter van Winand van Eynatten zu Obsinnich en (XIV.9.) Maria Barbara Adriana Schellaert van Obbendorf (1619 - na 1690). Uit zijn huwelijk is geboren:
- Walram Wijnand Adam van Schellaert-Obbendorf heer van Schinnen 1713-1742 (gedoopt Schinnen, 16 november 1685 - Schinnen, 26 juni 1742) (XVI.1.)

XV.6. Johan Ferdinand Ignatius Schellaert van Obbendorf heer van Schinnen 1675-1723 en kanunnik te Aken 1696 (Leeuwen, bij Maasniel, 1654 - 25 maart 1723). Hij verhief de heerlijkheid Schinnen op 27 mei 1675. Ongehuwd overleden.
XV.7. Godefrida Catherina Schellaert van Obbendorf (gedoopt Schinnen, 10 april 1662 - 1694) non in het Annuntiatenklooster te Aken 1688. Op 30 september 1689 zag zij af van haar erfdeel ten gunste van haar broer (XV.5.) Walraaf Theodoor.
XV.8. Anna Véronica Schellaert van Obbendorf non in de abdij van Herckenrath op 15 oktober 1684 Zij zag af van haar vaderlijk erfdeel ten gunste van Walraaf Winand Adam de Schellaert, de zoon van haar broer (XV.5.) Walraven Theodoor.
XV.9. Jan Adam Schellaert van Obbendorf heer van Reulsdorp (Schinnen, 12 oktober 1656 - Schinnen, Puth, 7 maart 1723), bijgezet in de familiegrafkelder te Schinnen. Hij trouwde met Sophia Pijls (gedoopt te Schinnen 12 oktober 1656 - 19 september 1729), bijgezet in de familiegrafkelder te Schinnen. Zij was een dochter van Paschasius Pijls en Catharina Pijls, Uit zijn huwelijk werden de volgende kinderen geboren:
- Johannes Adam Schellaert van Obbendorf, gedoopt in Schinnen op 13 februari 1680. (XVI.2.)
- Reinhard Schellaert van Obbendorf, gedoopt in Schinnen op 28 december 1683. (XVI.3.)
- Johannes Willem Schellaert van Obbendorf (gedoopt Schinnen, 17 september 1686 - na 1752) (XVI.4.)
- Maria Ernestina Schellaert van Obbendorf, gedoopt in Schinnen op 12 mei 1689. (XVI.5.)
- Walraven Schellaert van Obbendorf (gedoopt Schinnen, 3 april 1691 - Schinnen, Puth, 4 februari 1730) (XVI.6.)
- Anna Catharina Schellaert van Obbendorf (gedoopt Schinnen, 28 juni 1693 - Schinnen, 14 januari 1734) (XVI.7.)
- Johanna Sibilla Schellaert van Obbendorf, gedoopt in Schinnen op 25 april 1696. (XVI.8.)
- Maria Anna Schellaert van Obbendorf, gedoopt in Schinnen op 20 maart 1704. (XVI.9.)

XV.10. Adam Reinier Schellaert van Obbendorf (- Leuven, 1 oktober 1694) kanunnik in de Sint Geertrui-abdij (Leuven) in 1684. Hij zag af van zijn vaderlijk erfdeel te Schinnen. Hij overleed plotseling en werd op 1 oktober 1694 bijgezet in de familiegrafkelder te Schinnen.

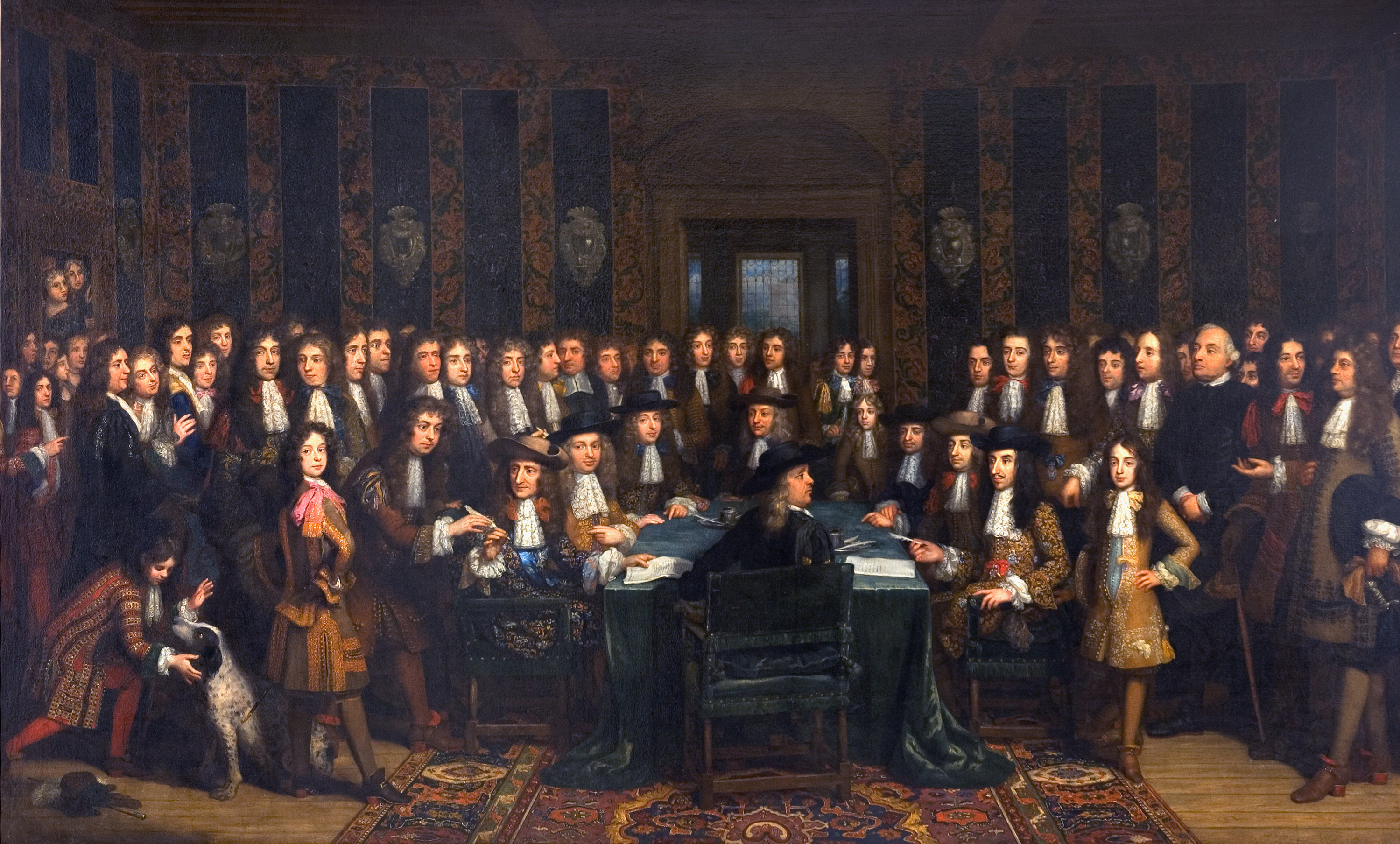
Vrede van Nijmegen
(10 augustus 1677)

XV.11. Albrecht Schellaert van Obbendorf graaf Schellaert van Obbendorf van Doorwerth (Gürzenich, 14 januari 1619 - 1695). Hij was een zoon van Adam Wilhelm I (Daem) Schellaert van Obbendorf baron van Doorwerth, heer van Gürzenich en Geysteren (1594-1627) en Anna Sophia van Budberg.
Hij trouwde (1) op 3 maart 1643 met Anna van Hornes (- 3 maart 1646). Hij trouwde (2) op 8 november 1648 met Dorothea-Theresia de Celles-Montigny (7 juni 1625 - 24 mei 1649). Zij was een dochter van Guillaume de Celles de Beaufort en Jeanne de la Rivière. Hij trouwde (3) op 22 maart 1659 met Sophia Anna van Pipenpoy vrijvrouwe van Merchten (- 15 november 1670). Zij was de weduwe van Wytze van Cammingha. Sophia Anna van Pipenpoy was de dochter van Eraert van Pipenpoy heer van Merchtem en Juliana van Liauckema. Zijn schoonmoeder was de oudste dochter van Jarich van Liauckema (van 1618 tot 1642 was Liauckema eigenaar van de Liauckema State) en Sjouck van Cammingha. Vanwege zijn wangedrag loopt zijn huwelijk uit op een scheiding.
Hij trouwde(4) op 4 maart 1664 met Gijsberta Reignac De St. Hilaire.
Als militair van 1635 tot 1683 bereikte hij de rang van kolonel. Als majoor van een compagnie ruiters vocht hij mee in de Tachtigjarige Oorlog. Bij de Vrede van Nijmegen is hij als kolonel betrokken geweest. In 1681 wordt hij genoemd als gouverneur van Steenwijk. Uit zijn derde huwelijk werd 1 kind geboren evenals uit zijn 4e huwelijk:
- Casimir Adam Schellaert van Obbendorf (1660-1710) (XVI.10.)
- Albertus Reignac De St. Hilaire. Hij trouwde met Maria Kraijers. Bij wie de volgende dochter werd geboren:
  - Gijsberta Johanna Reinjak (Oldenzaal, 3 mei 1711-). Zij trouwde op 19 februari 1727 in Oldenzaal met Meinardus Albertus Bentinck (Oldenzaal, 17 mei 1700-). Hij was een zoon van Gerrit Bentinck en Anna Geertruid Geerlings. Nazaten uit 8 generaties zijn nog in leven.

XV.12. Adam Wilhelm II Schellaert van Obbendorf graaf Schellart von Obbendorf (Gürzenich, 11 augustus 1620 - Gürzenich, 11 mei 1678). Hij was een zoon van Adam Wilhelm I (Daem) Schellaert van Obbendorf baron van Doorwerth, heer van Gürzenich en Geysteren (1594-1627) en Anna Sophia van Budberg.
Hij trouwde (1) op juni 1644 met Marie Elizabeth Raitz von Frentz zu Schlenderhan (1621-1661). Uit zijn eerste huwelijk werd geboren:
- Anna Franziska Schellaert van Obbendorf (XVI.11.)
- Marie Henriette Schellaert van Obbendorf (XVI.12.)
- Marie Sidonie Schellaert van Obbendorf (XVI.13.)
- Johan Arnold Schellaert van Obbendorf (XVI.14.)
- Franz Anton Schellaert van Obbendorf (XVI.15.)
- Josef Arnold Schellaert van Obbendorf (XVI.16.)
- Philipp Wilhelm Schellaert van Obbendorf (XVI.17.)

Hij trouwde (2) in 1664 met Hermine Elis van Wittehorst-Sonsfeld (- 26 oktober 1667). Uit zijn tweede huwelijk werd geboren:
- Margaretha Elisabeth Schellaert van Obbendorf (XVI.18.)

Hij trouwde (3) in 1671 met Helene Susanna von Goltz. Zij was de dochter van Johann Gerhard von Goltz en Dorothea Wislusil. Uit zijn derde huwelijk werd geboren:
- Franz Wilhelm Schellart von Obbendorf (1672 - Praag, 1700). (XVI.19.)

- Familiewapen
 Raitz von Frentz zu Schlenderhan

Familiewapen Raitz von Frentz zu Schlenderhan

XV.13. Carl Adrian Schellaert van Obbendorf
XV.14. Catherina Schellaert van Obbendorf
XV.15. Frans Caspar Adriaan Schellaert van Obbendorf graaf van Schellart-van Obbendorf en heer van Iversheim en door huwelijk heer van Ruinen in Drenthe (Gürzenich, 5 februari 1628 - 4 maart 1701). Hij trouwde (1) op 5 december 1648 met Maria Sidonia vrijvrouwe von Beck en erfvrouw van Heistorf (- 9 november 1669. Zij was een dochter van Johann vrijheer von Beck en Catherine von Capell zu Königsheim. Uit zijn eerste huwelijk werd geboren:
- Alexander Adrian vrijheer von Schellart von Obbendorf (ca. 1650 - 7 april 1668)

Hij trouwde (2) op 25 februari 1675 met Margaretha Geertruide Maria van Bernzau-Bellinghoven van Hardenberg toe Ruinen (- 31 december 1702) erfvrouwe van Rhunen, Bellinghoven enz.. Zij was een dochter van Henrik Willem Bernzau heer van Hardenberg tot Ruinen (-1681) en Goswina Hendrika Franziska vrijvrouwe von Eickel. Uit zijn tweede huwelijk werd geboren:
- Elisabeth Henrica Maria Victoria Schellaert van Obbendorf gravin van Schellart-Obbendorf en vrouwe van Bellinghoven (XVI.20.)
- Eleonora Maria Theresia Josefa Johanna Schellaert  (XVI.21.)

XV.16. Walraven Wijnand Adam Schellaert van Obbendorf
XV.17. Adelheid van Schellaert, non in Burtscheid 1676
XV.18. Catherine van Schellaert trouwde met Werner van Lülsdorf (geboren in de Burcht Lülsdorf in Noordrijn-Westfalen)
XV.19. Johan Vincent van Schellaert van Obbendorf baron Schellaert van Obbendorff, heer van Oerlo, Oostrom, Geysteren, Spralant en van Wanssum was burgemeester van Roermond (ca. 1634 - 27 april 1683). Tussen 1657 en 1675 was hij een van de ambtmannen van het Land van Kessel. Hij trouwde (1) op 13 juli 1664 te 's Gravenhage met Albertina Louisa van Beieren-Schagen (Den Haag, 6 september 1638 - Geijsteren, 1 september 1666). Zij was de dochter van Dirk van Beieren-Schagen vrijheer van Goudriaan, St. Hubert, Waddinxveen, heer van Zijl, Zuiderwijk en de hofstad Spieringshoek en Marie van Thiennes gravin van Rumbeeck.
Uit het huwelijk van Johan en Albertina is geboren:
- Filips Frederik Willem Ambrosius van Schellaert heer van Langendonck en domproost te Aken (XVI.22.)

Na het overlijden van Albertina huwde hij (2) in 1667 met (XVI.12.) Marie Henriette gravin Schellaert van Obbendorf (1646 - 8 augustus 1714). Zij was de dochter van Adam Willem II graaf Schellart van Obbendorf (11 augustus 1620 - 11 mei 1678) en Marie Elizabeth Raitz van Frentz-Schlenderhan (1621-1661).
Uit zijn tweede huwelijk zijn geboren:
- Maria Sidonia Aleid van Schellaert (XVI.23.)
- Johan Albrecht van Schellaert (Geysteren, 8 september 1670 - Kasteel de Jonghe d' Ardoye 15 september 1754)) (XVI.24.)
- Albertine Louise van Schellaert (XVI.25.)
- Johanna Isabella van Schellaert (XVI.26.)
- Jozef Lodewijk van Schellaert (XVI.27.)
- Catharina van Schellaert (23 oktober 1676 - 18 maart 1713) (XVI.28.)
- Degenhard Bertram van Schellaert ridder (XVI.29.)

Familiewapen Schellaert van Obbendorf
Familiewapen Raitz von Frentz zu Schlenderhan

### Zestiende generatie
XVI.1. Walram Wijnand Adam van Schellaert-Obbendorf heer van Schinnen 1709-1742, Leeuwen, Broich, Mouthagen en Reusschenberg (gedoopt Schinnen, 16 november 1685 - Schinnen, 26 juni 1742).
Door ´t leenhof van Valkenburg werd hij gerechtelijk opgevorderd tot de verheffing der halve heerlijkheid Schinnen. Hij bewees echter het leen te hebben verheven in het jaar 1713.

Bij testament van 16 september 1740 stelde hij zijn nicht (XVI.5.) Marie Ernestine van Schellaert van Reulsdorp tot erfgename van het vruchtgebruik van de heerlijkheid en al zijn roerende en onroerende goederen. Hij had slechts een bepaling: Na haar overlijden zouden deze goederen toekomen aan de oudste zoon van wijlen Johan Wilhelm Joseph Bernard Schellaert van Obbendorf graaf van Schellardt, heer te Geysteren. Verder schonk hij haar de helft van de heerlijkheid Leeuwen bij Roermond.

Verder wilde hij dat zijn stoffelijk overschot bijgezet moest worden in de grafkelder van zijn voorouders in de kerk te Schinnen zonder praal of aardsch vertoon, dat 600 missen zouden worden gelezen en dat het brood van een malder rogge, op den dag der begrafenis, aan de armen zoude worden uitgedeeld.
Uit een relatie met Maria Anna Brabeck had hij 1 zoon, die later de naam Schellaert aannam.
- Karel Lodewijk Brabeck (10 mei 1723 - Meerlo, 21 juni 1787) (XVII.1.)

XVI.2. Johannes Adam Schellaert van Obbendorf, gedoopt in Schinnen op 13 februari 1680.
XVI.3. Reinhard Schellaert van Obbendorf, gedoopt in Schinnen op 28 december 1683.
XVI.4. Johannes Willem Schellaert van Obbendorf (gedoopt Schinnen, 17 september 1686 - na 1752)
XVI.5. Maria Ernestina Schellaert van Obbendorf van Reulsdorf, gedoopt in Schinnen op 12 mei 1689. vrouwe van Schinnen, Leeuwen, Broich en Reuschenberg (bij Setterich). In 1742 werd zij genoemd gebiedende vrouwe van Schinnen.
XVI.6. Walraven Schellaert van Obbendorf (gedoopt Schinnen, 3 april 1691 - Schinnen, Puth, 4 februari 1730), ongehuwd overleden.
XVI.7. Anna Catharina Schellaert van Obbendorf (gedoopt Schinnen, 28 juni 1693 - Schinnen 14 januari 1734)
XVI.8. Johanna Sibilla Schellaert van Obbendorf, gedoopt in Schinnen op 25 april 1696. Zij werd religieuze in het klooster der Benedictinessen te Neuwerck bij Gladbach - in 1758 overste.
XVI.9. Maria Anna Schellaert van Obbendorf, gedoopt in Schinnen op 20 maart 1704. Zij werd religieuze in het klooster der Benedictinessen te Neuwerck bij Gladbach in 1758.
XVI.10. Casimir Adam Schellaert van Obbendorf (1660-1710), was een luitenant in keizerlijke dienst.
XVI.11. Anna Franziska Schellaert van Obbendorf, non in Burtscheid.
XVI.12. Marie Henriette Schellaert van Obbendorf, (1646 - 8 augustus 1714). Zij trouwde in 1667 met (XV.19.) Johan Vincent Freiherr von Schellart zu Geysteren
Uit haar huwelijk werd geboren:
- Maria Sidonia Aleid van Schellaert (XVI.21.)
- Johan Albrecht van Schellaert (Geysteren, 8 september 1670 - Kasteel de Jonghe d' Ardoye, 15 september 1754) (XVI.22.)
- Albertine Louise van Schellaert (XVI.23.)
- Johanna Isabella van Schellaert (XVI.24.)
- Jozef Lodewijk van Schellaert (XVI.25.)
- Catharina van Schellaert (23 oktober 1676 - 18 maart 1713) (XVI.26.)
- Degenhard Bertram van Schellaert ridder (XVI.27.)

XVI.13. Marie Sidonie Schellaert van Obbendorf
XVI.14. Johan Arnold Schellaert van Obbendorf
XVI.15. Franz Anton Schellaert van Obbendorf
XVI.16. Josef Arnold Schellaert van Obbendorf
XVI.17. Philipp Wilhelm Schellaert van Obbendorf
XVI.18. Margaretha Elisabeth Schellaert van Obbendorf
XVI.19. Franz Wilhelm Schellart von Obbendorf (1672 - Praag, 1700). Hij overlijdt tijdens een duel met Franz Wltawsky von Mannschwert, op 29-jarige leeftijd.
XVI.20. Elisabeth Henrica Maria Victoria Schellaert van Obbendorf gravin van Schellart-Obbendorf en vrouwe van Bellinghoven (Düsseldorf, 11 oktober 1676 - Slot Haag bij Geldern, 15 november 1727) door huwelijk markiezin van en tot Hoensbroeck. Zij trouwde op 26 juli 1695 met Willem Adriaan van Hoensbroeck markies van Hoensbroeck (Slot Haag bij Geldern, 30 mei 1666 - Slot Haag, 20 juni 1735). Hij was een zoon van Arnold Adriaan van Hoensbroeck en Dorothea Henrietta van Cottereau-Westmal vrouwe van Westmalle en Erdbrüggen.

Familiewapen van Hoensbroeck
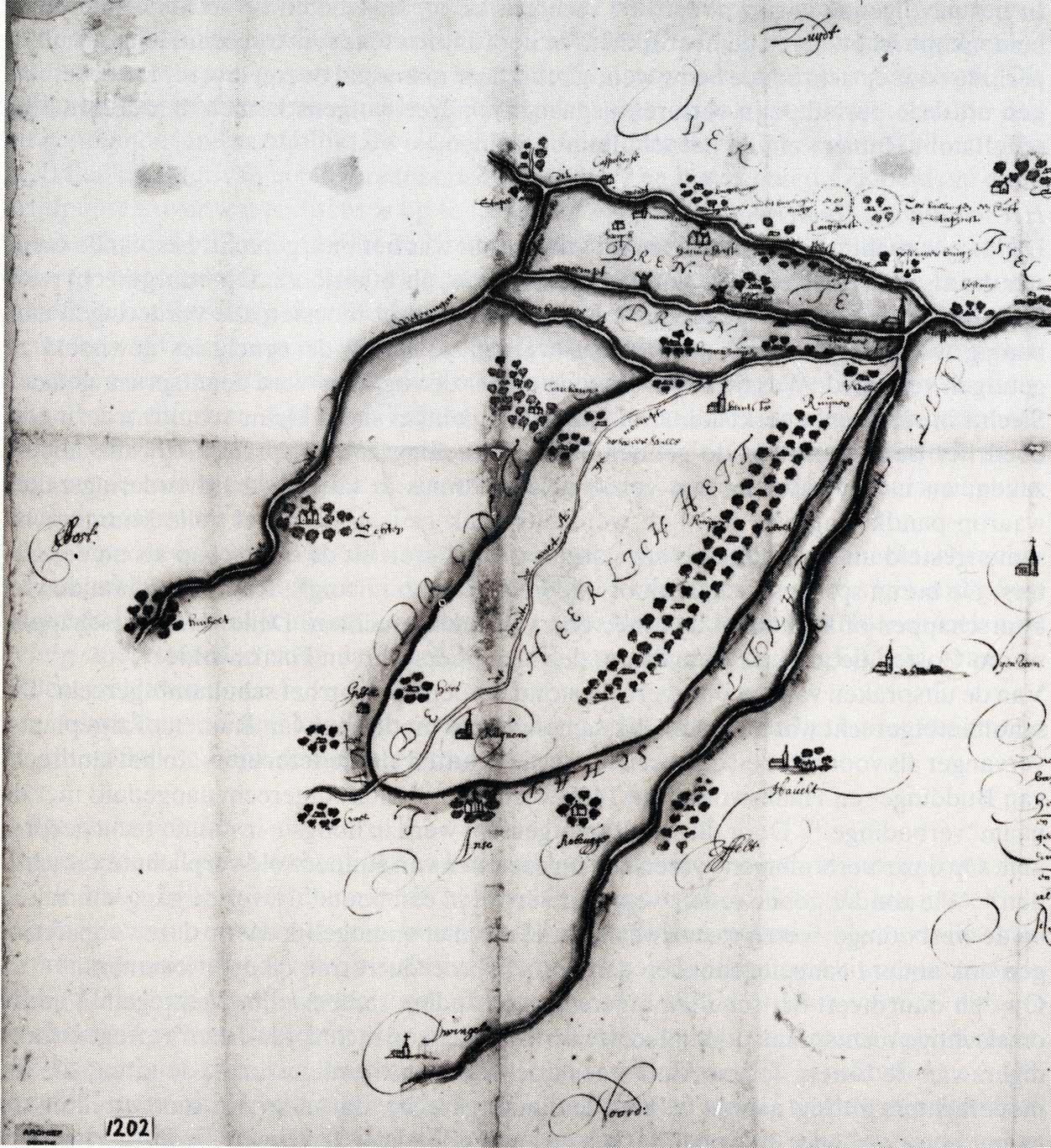
Heerlijkheid Ruinen (1628)

XVI.21. Eleonora Maria Theresia Josefa Johanna Schellaert (Dusseldorf, 18 september 1677 - Wenen, 21 april 1738). Zij trouwde in Bellinghoven op 1 november 1692 met Heinrich Josef Franz von Strattmann graaf van Strattmann zu Peurbach, Bruck, Ort, Heyding Spatenbrunn en keizerlijk gezant in te London en Rijswijk en van 1700 tot 1705 gezant te Polen (Kleef, 10 juni 1662 - Wenen, 3 februari 1707). Eleonora laat haar rijke erfenis (Gramptinnes en Grind) na aan twee neven: Frans Arnold Adriaan Johan Philips (Frans Arnold) van Hoensbroeck markgraaf en graaf van Hoensbroeck (1696-1759) en Johan Frederik van Hoensbroeck, ridder van Malta, domdeken, geheimraad en vicaris-generaal van den keurvorst van Trier. Uit haar huwelijk werd op 14 februari 1698 een levenloos kind geboren.
XVI.22. Filips Frederik Willem Ambrosius van Schellaert heer van Langendonck en domproost te Aken (overleden te Oostrum op 20 juni 1721)
Na het overlijden van Albertina huwde hij (2) in 1667 met Marie Henriette gravin Schellaert van Obbendorf (1646 - 8 augustus 1714). Zij was de dochter van Adam Willem II graaf Schellart van Obbendorf (11 augustus 1620 - 11 mei 1678) en Marie Elizabeth Raitz van Frentz-Schlenderhan (1621-1661).
Uit zijn tweede huwelijk zijn geboren:
XVI.23. Maria Sidonia Aleid van Schellaert (1680-1709). Zij trouwde in 17 mei 1695 met Theodor Adolf Raitz heer van Raitz en van Frentz, Odenkirchen, Kellenberg, Trumbach, Randerath, Hattenheim, Krüchten, en voor een derde heer van het hof "Die alte Burg Orsbeck", (Schloss Schlenderhan, 10 oktober 1653 - 31 december 1711). Hij verongelukte in de Roer en werd begraven in de grafkelder van Raitz von Frentz in Quadrath-Ichendorf. Theodor Adolf was de oudste zoon zoon van Winand Hieronymus Raitz von Frentz zu Schlenderhan (1614-) en Lambertina Irmgardis von Werth (1591-).
- Winand Albert Vincenz Raitz von Frentz zu Schlenderhan (Slot Schlenderhan, 4 maart 1696 - 29 april 1696) (XVII.2.)
- Johann Arnold Lambert Raitz von Frentz (Hof Schlenderhan, 1 juni 1697-) (XVII.3.)
- Wolfgang Peter Wilhelm Raitz von Frentz zu Schlenderhan (Slot Schlenderhan, 1 augustus 1698-) (XVII.4.)
- Maria Sophie Raitz von Frentz zu Schlenderhan (Slot Schlenderhan, 29 augustus 1699-) (XVII.5.)
- Anna Lambertina Raitz von Frentz zu Schlenderhan (Keulen, 8 december 1700-) (XVII.6.)
- Anna Isabella Raitz von Frentz (Keulen, 5 februari 1702-) (XVII.7.)
- Maria Franziska Raitz von Frentz zu Schlenderhan (Keulen, 1703-) (XVII.8.)
- Maria Philippa Raitz von Frentz zu Schlenderhan (Slot Schlenderhan, 30 augustus 1705-) (XVII.9.)
- Wilhelm Arnold Raitz von Frentz zu Schlenderhan (Slot Schlenderhan, 27 augustus 1708-) (XVII.10.)
- Franz Winand Hieronymus Raitz von Frentz zu Schlenderhan (Slot Schlenderhan, 5 augustus 1704 - Slot Schlenderhan, 19 maart 1769) (XVII.11.)

Het Slot Schlenderhan, thans een stoeterij met dezelfde naam, kwam in 1512 in het bezit van Winand Raitz von Frentz die trouwde met Maria von Schlenderhan erfvrouwe van Schlenderhan. Winand werd daarmee de stichter van de tak Raitz von Frentz zu Schlenderhan. Op 15 juli 1650 werd de stamhouder Winand Hieronymus Raitz von Frentz in de Duitse Reichsfreiherrenstand verheven.
Via Lambertina Irmgardis von Werth's vader, Jan van Werth, kwam het slot Kellenberg in de familie Raitz von Frentz zu Schlenderhan. Jan van Werth had het slot in 1638 van de erven van Utenhove gekocht voor zijn enige dochter. Nazaten woonden tot 2009 op het slot, dat tot 1888 in het bezit van de Familie Raitz von Frentz bleef en door huwelijk in het bezit kwam van de grafelijke familie van Hoensbroeck.

Familiewapen Raitz von Frentz
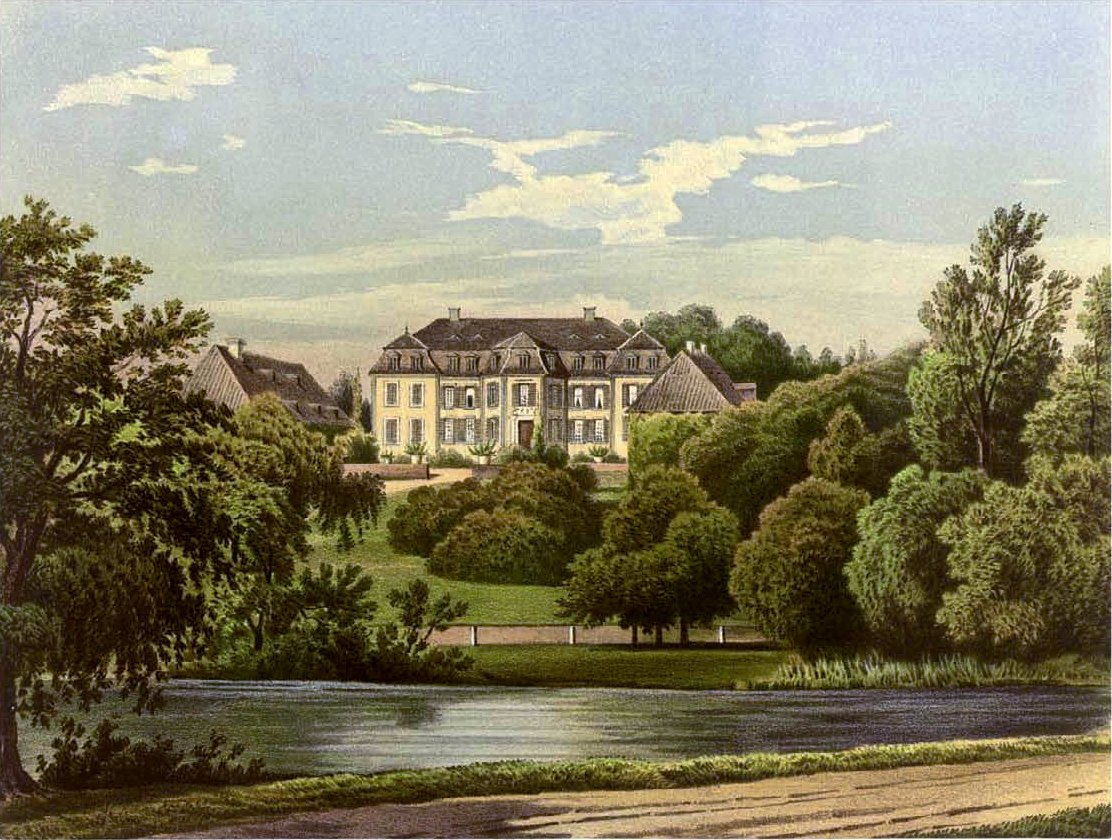
Slot Schlenderhan (ca. 1857 / 1883)
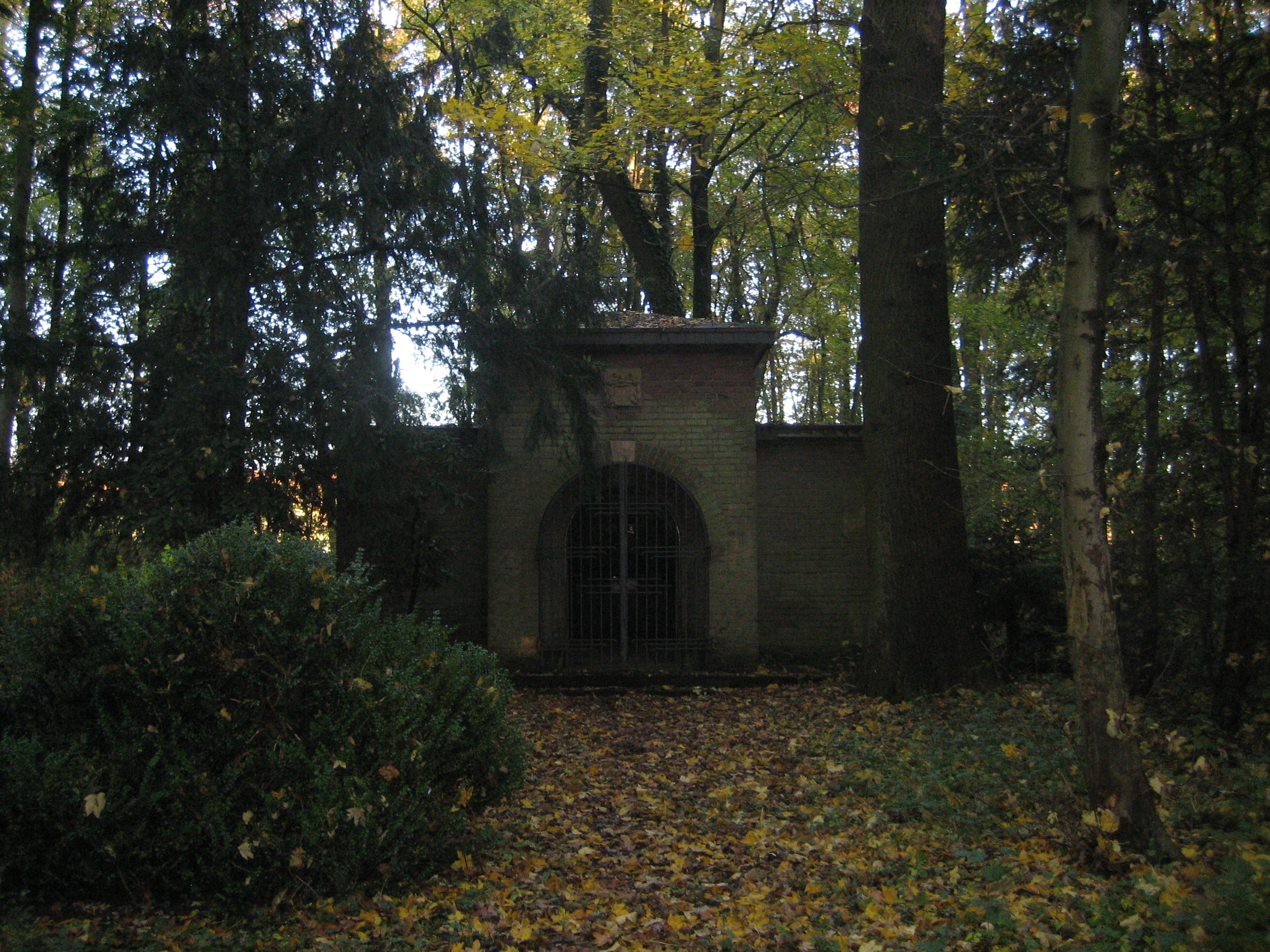
Familiegraf Raitz von Frentz (2010) in Quadrath-Ichendorf
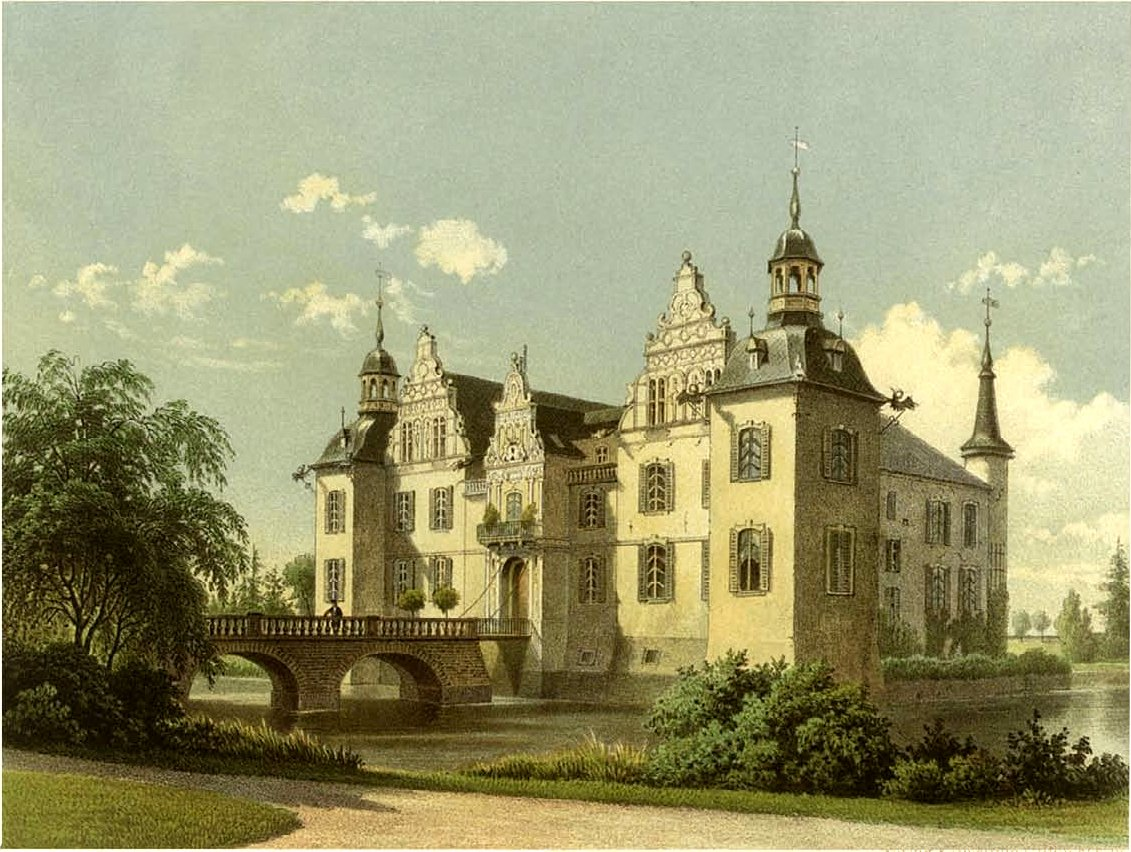
Die alte Burg Orsbeck
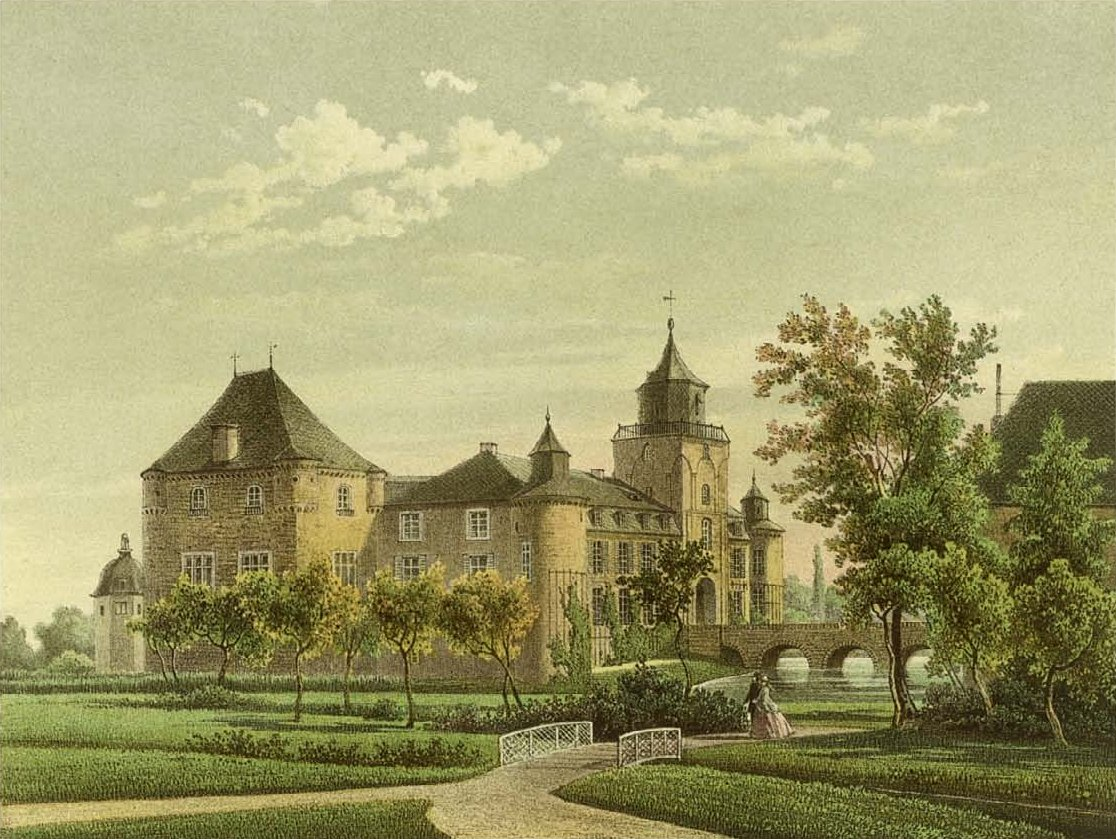
Slot Kellenberg

XVI.24. Johan Albrecht van Schellaert Reichsgraf von Schellart en heer van Geysteren 1691 (Geysteren, 8 september 1670 - Kasteel de Jonghe d' Ardoye, 15 september 1754) heer en vanaf 1691 rijksgraaf van Geijsteren en ridder van de Sint Hubertus orde. Hij trouwde in de Sint Janskerk te Niederberg op 21 november 1691 met Eleonore Magdalena Anna van Metternich vrouwe van Metternich-Niederberg (overleden 18 februari 1727). Zij was de dochter van Johan Frederik van Metternich-Niederberg en Anna Catherina vrouwe van Spiering.
- Therese van Schellaert (1763-). (XVII.12.)
- Johan Wilhelm Jozef Bernhard van Schellaert Reichsgraf von Schellard heer van Geysteren 1736 (4 juli 1693 - voor 1744) (XVII.13.)
- Alexander van Schellaert (XVII.14.)
- Adelheid van Schellaert (XVII.15.)
- Arnold van Schellaert (XVII.16.)
- Maria Anna van Schellaert (XVII.17.)

XVI.25. Albertine Louise van Schellaert non in klooster Bethlehem
XVI.26. Johanna Isabella van Schellaert
XVI.27. Jozef Lodewijk van Schellaert domheer te Aken
XVI.28. Catharina van Schellaert (23 oktober 1676 - 18 maart 1713)
XVI.29. Degenhard Bertram van Schellaert, ridder in de Duitse Orde

### Zeventiende generatie
XVII.1. Karel Lodewijk Brabeck (10 mei 1723 - Meerlo, 21 juni 1787). Bij testament van 16 september 1740 schonk (XVI.1.) zijn vader hem een jaarlijkse lijfrente van 50 kronen. In 1751 werd hij schoolmeester te Meerlo. Ongehuwd overleden.
XVII.2. Winand Albert Vincenz Raitz von Frentz zu Schlenderhan (Slot Schlenderhan, 4 maart 1696 - 29 april 1696)
XVII.3. Johann Arnold Lambert Raitz von Frentz (Slot Schlenderhan, 1 juni 1697-)
XVII.4. Wolfgang Peter Wilhelm Raitz von Frentz zu Schlenderhan (Slot Schlenderhan, 1 augustus 1698-)
XVII.5. Maria Sophie Raitz von Frentz zu Schlenderhan (Slot Schlenderhan, 29 augustus 1699)
XVII.6. Anna Lambertina Raitz von Frentz zu Schlenderhan (Keulen, 8 december 1700-)
XVII.7. Anna Isabella Raitz von Frentz (Keulen, 5 februari 1702-)
XVII.8. Maria Franziska Raitz von Frentz zu Schlenderhan (Keulen, 1703-) trouwde op 17 mei 1695 op Slot Kellenberg met Ferdinand Philipp von Hundheim
XVII.9. Maria Philippa Raitz von Frentz zu Schlenderhan (Slot Schlenderhan, 30 augustus 1705-)
XVII.10. Wilhelm Arnold Raitz von Frentz zu Schlenderhan (Slot Schlenderhan, 27 augustus 1708-)
XVII.11. Franz Winand Hieronymus Raitz von Frentz zu Schlenderhan (Slot Schlenderhan, 5 augustus 1704 - Slot Schlenderhan, 19 maart 1769). Hij trouwde op 17 mei 1695 met Anna Maria Franziska Charlotte Reichsfreiin von Bylandt zu Rheydt (Slot Rheydt, 25 november 1706 - Slot Schlenderhan, 17 maart 1764)
- Franz Arnold Raitz von Frentz zu Schlenderhan (Quadrath, 4 februari 1734 - Keulen, 19 maart 1803) (XIX.1.)
- Anna Maria Theresia Raitz von Frentz zu Schlenderhan (XIX.2.)
- Franz Winand Raitz von Frentz zu Schlenderhan (13 augustus 1738 - 18 december 1785) (XIX.3.)
- Franz Carl Raitz von Frentz zu Schlenderhan (XIX.4.)

XVII.12. Therese van Schellaert (1763-). Zij trouwde met Ernst Heinrich von Folleville baron de Folleville
XVII.13. Johan Wilhelm Jozef Bernhard van Schellaert Reichsgraf von Schellard heer van Geysteren 1736 (4 juli 1693 - voor 1744) trouwde in 1728 met Alexandrine Johanna Baptista Antonette Marie Anna Felicitas van Renesse (19 maart 1700 - ). Zij was de dochter van Frans Hyacinth van Renesse van Elderen en Maria Anna Alexandrina van Hoenbroech-Geul.
- Theresia Lambertina van Schellaert (-Düsseldorf, 26 maart 1803) (XIX.5.)
- Adam Alexander van Schellaert Reichsgraf van Schellard zu Geysteren, Haen und Crapoel, heer van Schinnen 1767-1795 (Roermond, 22 augustus 1730 - Düsseldorf, 31 januari 1804). (XIX.6.)
- Josef Johan van Schellaert (XIX.7.)

XVII.14. Alexander van Schellaert (1694-), garde-Offizier in Franse Dienst 1729.
XVII.15. Adelheid van Schellaert (30 december 1695-)
XVII.16. Arnold van Schellaert (2 maart 1698-)
XVII.17. Maria Anna van Schellaert (11 januari 1700-). Zij trouwde met Johan Wilhelm Ferdinand van Hatzfeld baron van Hatzfeldt van Ober-Hatzfeldt.

### Achttiende generatie
XVIII.1. Franz Arnold Raitz von Frentz zu Schlenderhan (Quadrath, 4 februari 1734 - Keulen, 19 maart 1803) 19 april 1758 met Isabelle Charlotte Reichsfreiin von Warsberg zu Warsberg (Slot Schlenderhan, 12 november 1740 - Keulen, 16 april 1812)
- Carolina Raitz von Frentz zu Schlenderhan (Slot Schlenderhan, 20 juni 1759 - 16 juni 1821)
- Anna Maria Luise Raitz von Frentz zu Schlenderhan (Slot Schlenderhan, 20 april 1762-)
- Franz Karl Anton Johann Nepomuk Raitz von Frentz (Slot Schlenderhan, 15 Apr 1763 - Godesberg, 6 augustus 1821)
- Emmerich (I) Joseph Raitz von Frentz zu Schlenderhan (Slot Schlenderhan, 4 juni 1764 - Slot Kellenberg, 22 juli 1841)
- Maria Sophia Jesepha Raitz von Frentz zu Schlenderhan (Slot Schlenderhan, 3 maart 1766 - Keulen, 18 maart 1812)
- Anna Maria Theresia Raitz von Frentz zu Schlenderhan (Slot Schlenderhan, 22 september 1768-)
- Maria Luise Xaveria Antonetta Raitz von Frentz zu Schlenderhan (Slot Schlenderhan, 2 juli 1770 - 23 februari 1824)
- Elisabeth Auguste Raitz von Frentz zu Schlenderhan (Slot Schlenderhan, 13 februari 1774 - Keulen, 21 november 1823)

- Familiewapen
von Warzberg zu Warzberg

Familiewapen von Warzberg zu Warzberg

XVIII.2. Anna Maria Theresia Raitz von Frentz zu Schlenderhan
XVIII.3. Franz Winand Raitz von Frentz zu Schlenderhan (13 augustus 1738 - 18 december 1785)
XVIII.4. Franz Carl Raitz von Frentz zu Schlenderhan
XVIII.5. Theresia Lambertina van Schellaert (1729 - Düsseldorf, 26 maart 1803) religieuze te Heinsberg
XVIII.6. Adam Alexander van Schellaert Reichsgraf van Schellard zu Geysteren, Haen und Crapoel, heer van Schinnen 1767-1795 (Roermond, 22 augustus 1730 - Düsseldorf, 31 januari 1804). Hij trouwde op 2 januari 1762 met Isabella Regina van Hoensbroeck gravin van Hoenbroech (11 juni 1738 - 1765). Zij was een dochter van Franz Arnold van Hoenbroeck en Anna Catharina Sofia Grafin von Schönborn
- Maria Theresia Walpurga Judith van Schellard (1765 - 15 juni 1768). (XIX.1.)

XVIII.7. Josef Johan van Schellaert (Geijsteren, 17 mei 1737 - Geijsteren, 1757)

### Negentiende generatie
XIX.1. Maria Theresia Walpurga Judith van Schellard (1765 - 15 juni 1768). Door onvoorzichtigheid van een dienstbode viel Maria, 3 jaar oud, uit een raam en verdronk in de daaronder gelegen vijver. Zij is de laatste van de Schellaerts die bijgezet werd in de familiegrafkelder te Schinnen.

## Wapen

Familiewapen

beschrijving:
Schild: Een zwarte (sabel), gekroonde, klimmende en dubbelstaartige leeuw getongd en genageld in rood (keel) op een veld van zilver
Helmteken: gekroonde helm met een vlucht van zwart met de herhaalde wassende leeuw
Schildhouders: gehouden ter rechterzijde door een voorwaartskijkende gouden griffoen, ter linkerzijde door rugwaartskijkende gouden leeuw
Dekkleden: zwart, gevoerd van zilver

Familiewapen Schellaert

## Bezittingen

### Kasteel Obbendorf
In 1142 liet Willem van Gulik Schellaert het kasteel Obbendorf bouwen. Dit kasteel staat in Hambach, dat een deel vormt van de gemeente Niederzier in de Kreis Düren, Noordrijn-Westfalen.

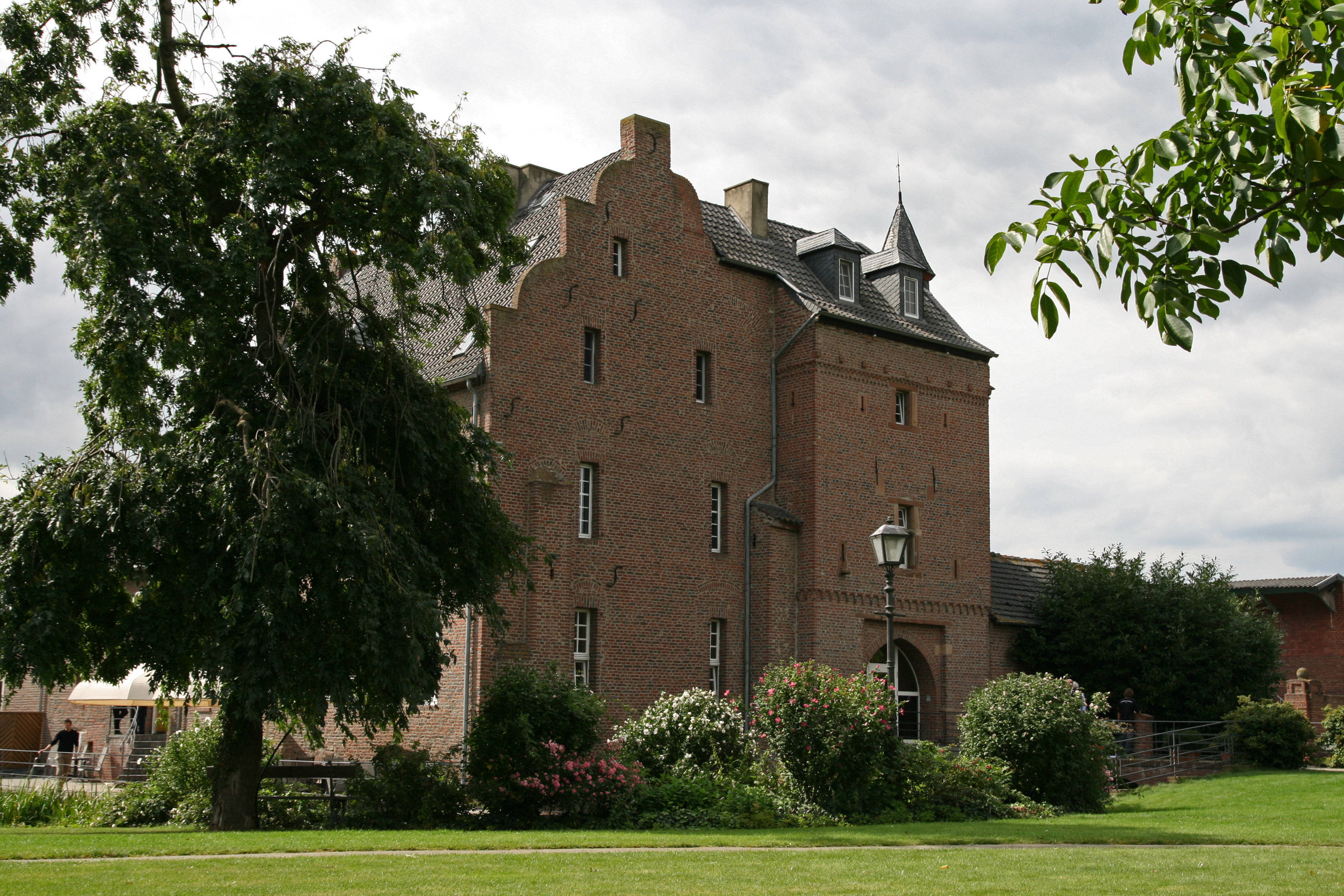
Kasteel Obbendorf (2008)

### Kasteel Geijsteren
De oudste vermelding van Kasteel Geijsteren is van 1251. Tot de vijftiende eeuw was het in het bezit van het geslacht Van Broeckhuysen, evenals het nabijgelegen kasteel Broekhuizen. In 1585 brandt het huis af. In de tweede helft van de zeventiende eeuw wordt het kasteel herbouwd. Geijstern was tweeherig, pas in 1592 kwam het hele goed in handen van de familie Schellaert van Obbendorf, die het tot 1804 in bezit hadden. In 1918 breekt er opnieuw brand uit, waarna het tussen 1919 en 1920 werd herbouwd. De familie De Weichs van Wenne was de volgende eigenaar en bezit het landgoed nog steeds. Gedurende de Tweede Wereldoorlog (1944) werd het kasteel geheel verwoest. Op het uitgestrekte kasteelterrein liggen nog de restanten van het huis, die geconserveerd werden.

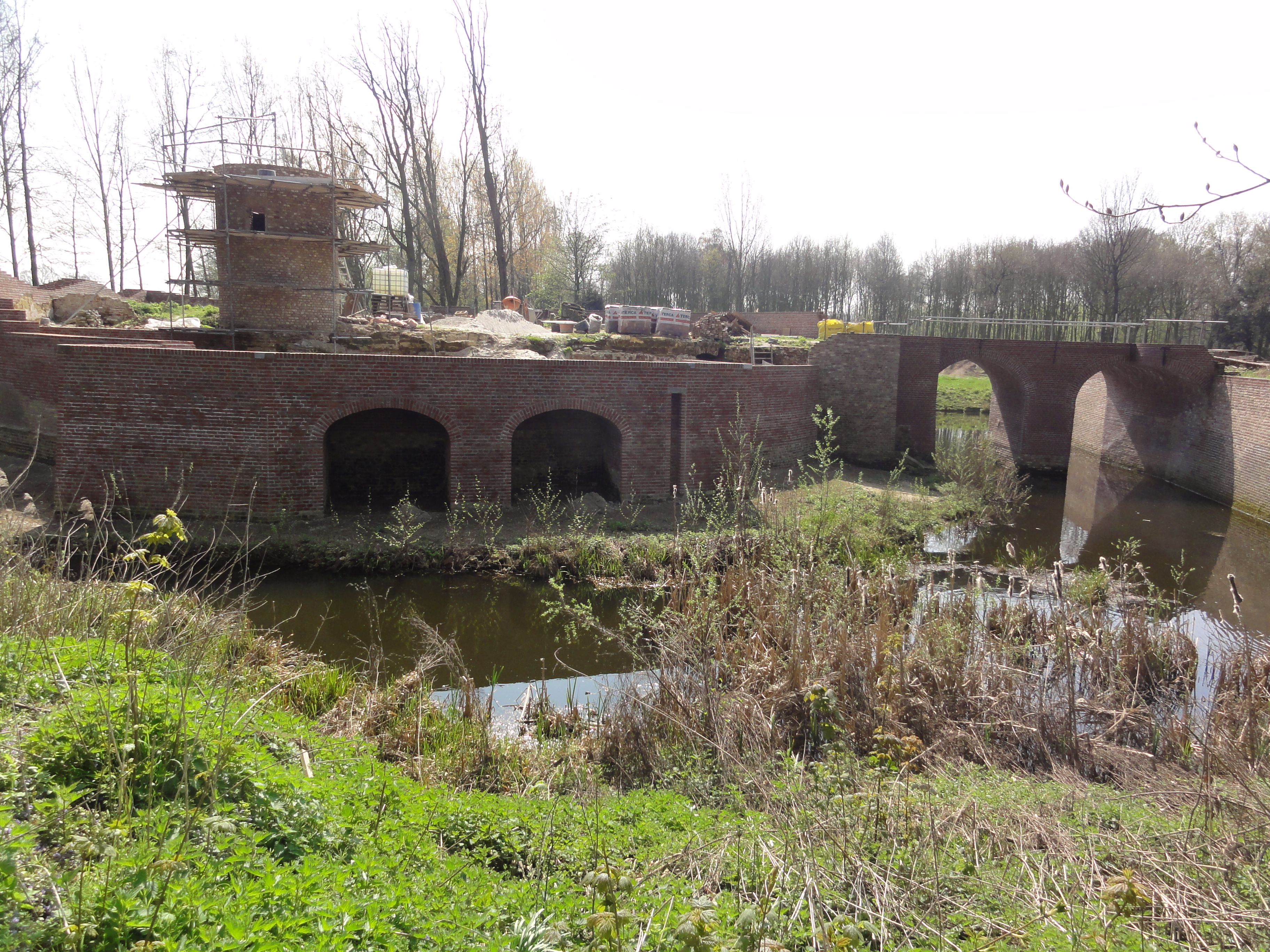
toren in restauratie en tweede grachtbrug (2011)

### Gürzenich
In Gürzenich bij Düren bezit de familie reeds sedert 1353 grote grondstukken in de stad alsook uitgestrekte bosgebieden in de directe omgeving. In 1404 werd Johan Schellaert de eigenaar van de Burcht Gürzenich, ook Schloßberg genaamd, die in 1530 nieuw gebouwd werd. Thans resten van de burcht slechts een Ruïne. Het Kreuders Hof, uit het midden van de negentiende eeuw, is opgetrokken met stenen van de oude Burcht.
De Sint Johanneskerk in Gürzenich kreeg in 1729 van Willem van Schellaert een nieuw hoofdaltaar.
De Weiherhof in Düren die rond 1750 door Adam Wilhelm Schellaert aangekocht werd moest door de familie in 1767 weer verkocht worden. Het klooster Wenau kocht het hof met het daarbij behoren bos voor 24.900 Reichsthaler.

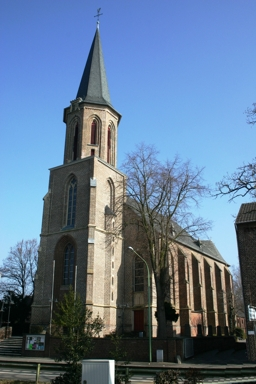
Sint Johanneskerk te Düren (2008)
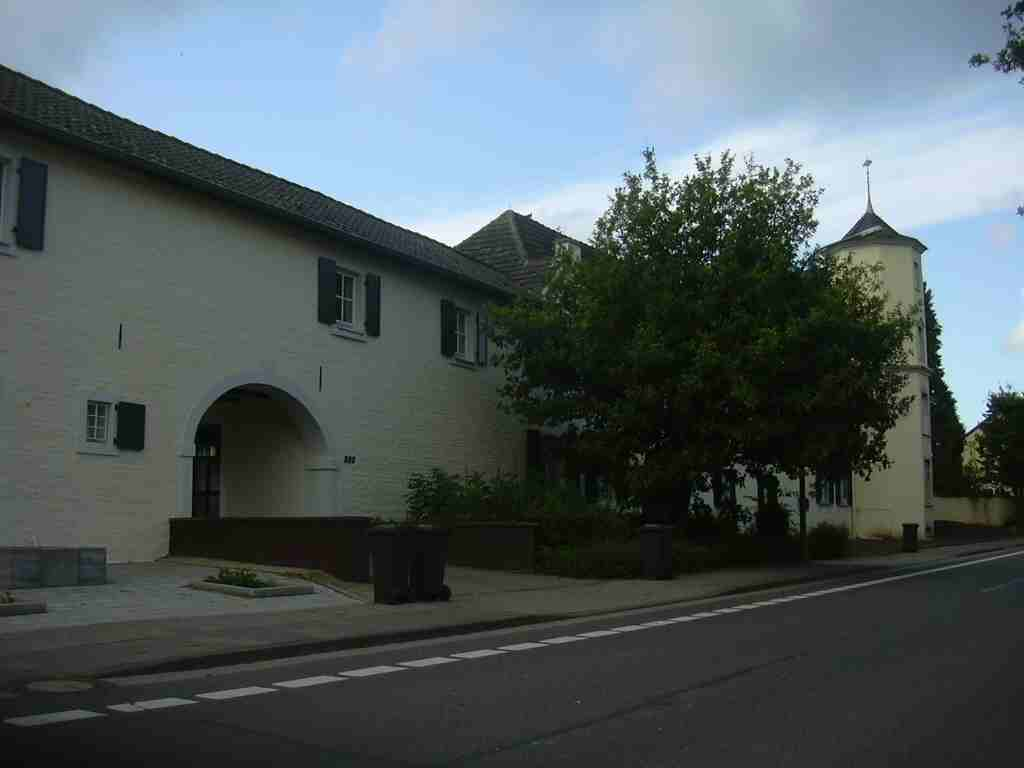
Weiherhof (2008)

### Heerlijkheid Schinnen
De heerlijke rechten, afkomstig van de oude edelen van Schinnen, zijn in 1403 als een groot Valkenburgs leen in het bezit gekomen van Johan (Jan) Schellart van Obbendorf (heer van Schinnen van 1403-1450). Koning Filips II van Spanje verpandde op 23 januari 1558 de heerlijke rechten van de helft van de heerlijkheid aan Johan VIII Schellaert van Obbendorf (heer van Schinnen van 1559-1563), die de heerlijkheid vervolgens op 12 november 1559 liet verheffen.
De pandsom voor deze rechten werd in 1609 afgelost en deze laatste zijn toen verkocht aan Arnold III Huyn van Geleen. Deze rechten zijn bij Arnold’s opvolgers gebleven tot aan de komst van Fransen. Het collatierecht ging in 1673, door het overlijden van Maria Margaretha Huyn van Amstenrade, over naar de familie Schellaert van Obbendorf. Zie ook: Gebroken Schinnen.
De familie Schellart van Obbendorf bleef heer van Schinnen tot 1795.

### Kasteel Doorwerth
Door het huwelijk van Adam Schellaert van Obbendorf (1541-1603) met Walrave van Voorst vrouwe van Doorwerth kwam het kasteel in handen van de familie Schellaert. Zijn huidige uiterlijk is de danken aan de verbouwingen uit 1560 die in zijn opdracht verricht zijn. Alleen de verbouwing aan de noordhoek is van latere datum evenals het poortgebouw, dat ontstond in 1640 in opdracht van Adams achterkleinzoon Johan Vincent van Schellaert van Obbendorf.

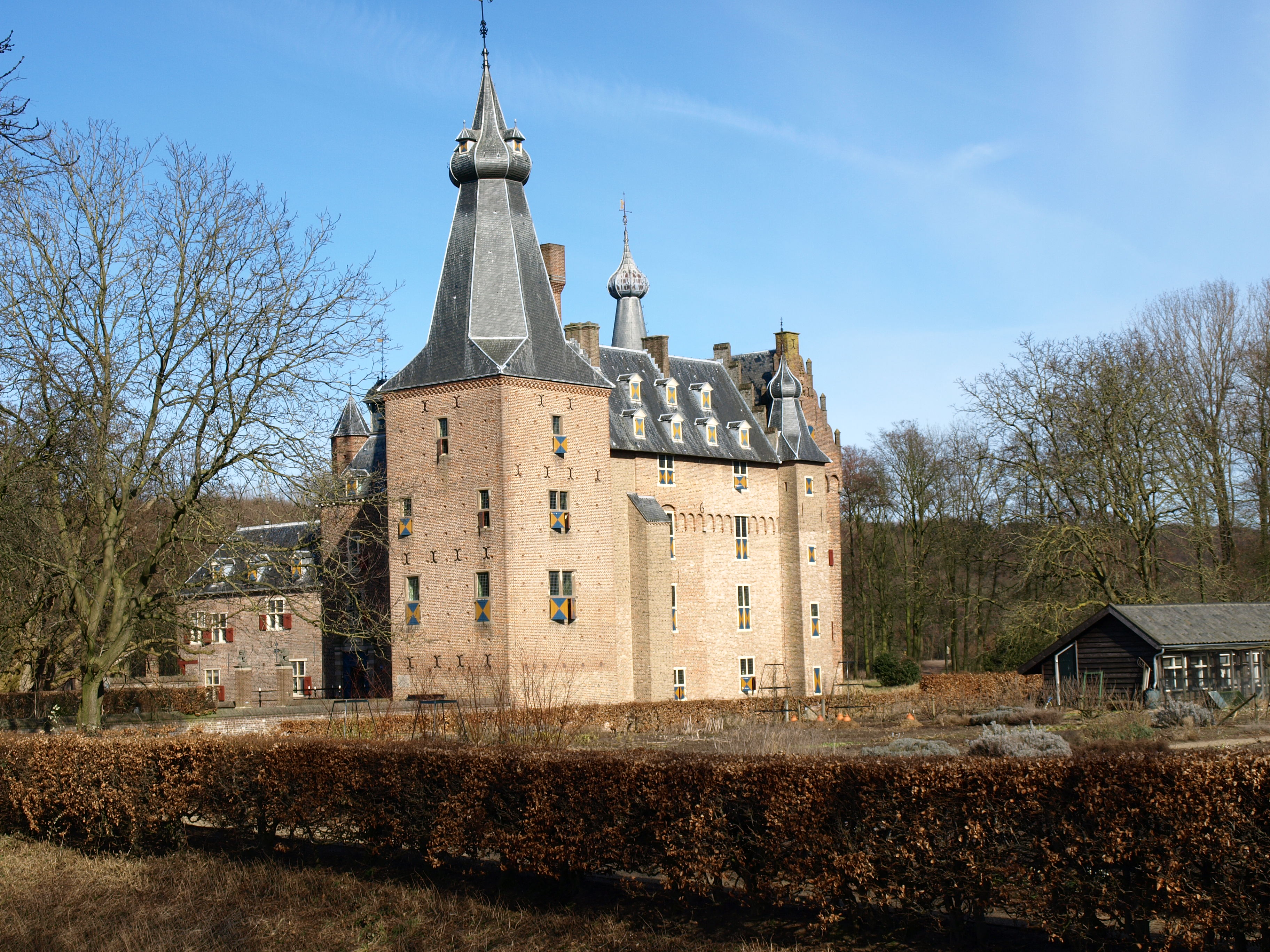
Kasteel Doorwerth (2009)

### Kasteel Terborgh
Het huis Ter Borch ook wel genoemd Huis Schinnen, ten westen van Schinnen, bestaat uit vier vleugels rond een binnenplein met een tot topgevel opgetrokken poortgedeelte. Aan de zuidwestzijde ligt de omgrachte voormalige motte waarop oorspronkelijk de in 1285 vermelde, middeleeuwse burcht heeft gestaan, waarvan thans slechts de fundamenten nog aanwezig zijn. Midden 18de eeuw kreeg het herenhuis grotere vensters en in- en uitzwenkende gevels.
Vanaf 1403 tot 1795 is de familie Schellart van Obbendorf bezitter van het Kasteel en de heerlijkheid Schinnen. Begin zeventiende eeuw werd onder Walraaf Schellaert van Obbendorf de voorburcht van Terborgh verbouwd tot herenhuis. In 1623 werd de nieuwe kapel door de bisschop van Roermond ingewijd. In 1758 richtte Maria Ernestina Schellaert van Obbendorf het monumentale hardstenen kruisbeeld op aan de ingang van het Terborgh met de inscripties: ‘SALVO FACLAS DOMINE SCHINENSES’ (Heer, bescherm de inwoners van Schinnen). De laatste familietelg te Schinnen was graaf Adam Alexander Schellaert van Obbendorf, heer van Schinnen, Geijsteren en Oostrum.

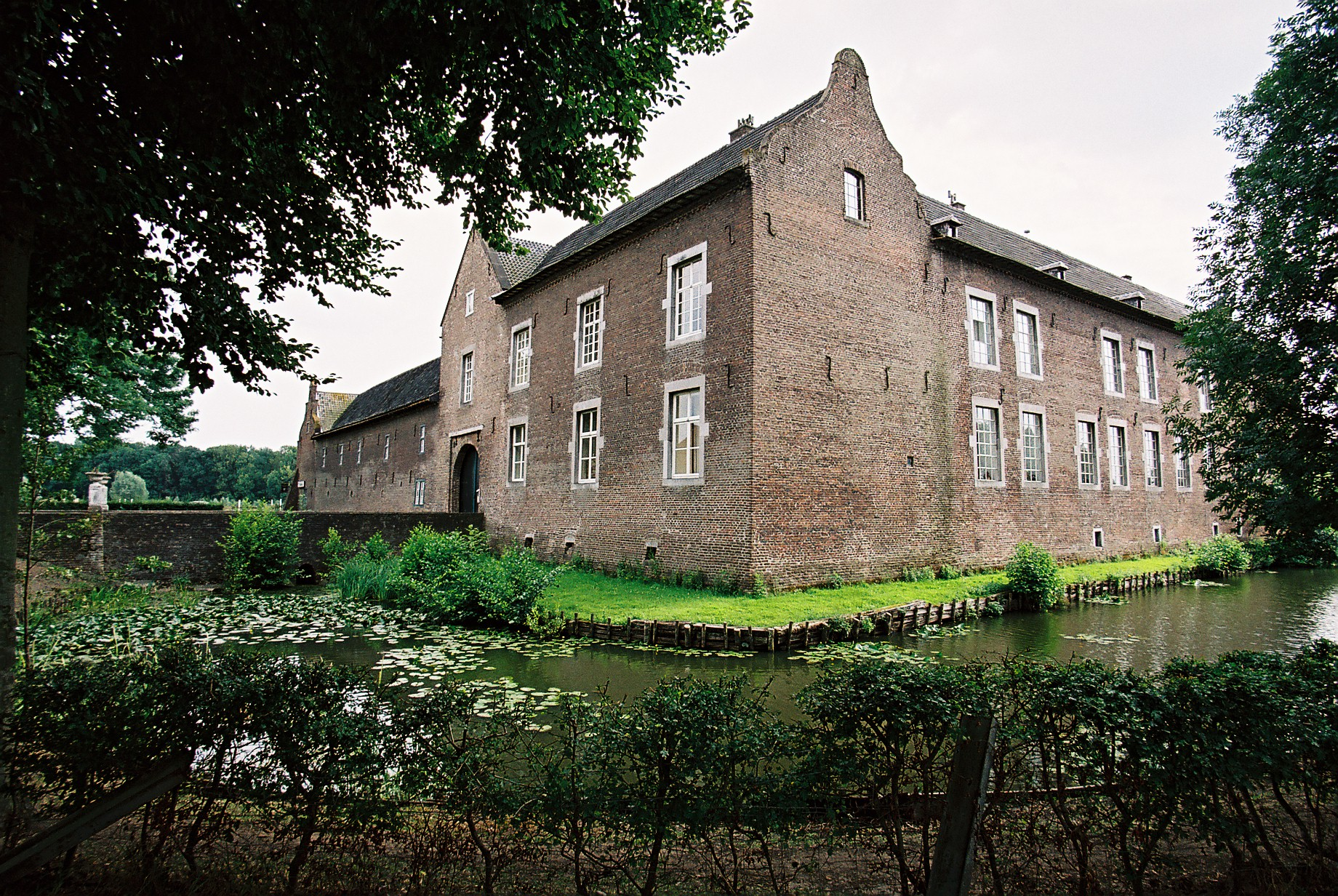
Kasteel Terborgh te Schinnen

## Grafkelder
In de Sint Dionysiuskerk te Schinnen bevindt zich een grafkelder van de familie Schellaert van Obbendorf.